# Harry Potter und der Stein der Weisen (Film)
Harry Potter und der Stein der Weisen (Originaltitel Harry Potter and the Philosopher’s Stone, in den USA als Harry Potter and the Sorcerer’s Stone veröffentlicht) ist ein britisch-US-amerikanischer Fantasyfilm aus dem Jahr 2001 und die Verfilmung des gleichnamigen ersten Romans der Harry-Potter-Buchreihe. Er entstand unter der Regie von Chris Columbus nach einem Drehbuch von Steve Kloves, Produzent war David Heyman. Joanne K. Rowling, die Autorin der Buchvorlage, übte starken Einfluss auf eine werktreue Verfilmung ihres erfolgreichen Debütromans aus.
Im Mittelpunkt der Geschichte steht Harry Potter, der an seinem elften Geburtstag erfährt, dass er ein Zauberer ist und an die Zaubererschule Hogwarts berufen wird. Während seines ersten Schuljahres lernt der Waisenjunge die wundersame Welt der Magie kennen, durchlebt verschiedene Abenteuer und wird schließlich mit dem dunklen Magier Lord Voldemort konfrontiert. Der Film wurde fast ausnahmslos mit britischen Schauspielern besetzt, die vielen Kinderrollen mit bis dahin weitestgehend unbekannten Jungdarstellern. Den Titelhelden spielt Daniel Radcliffe, in weiteren Hauptrollen sind Rupert Grint und Emma Watson als Harrys beste Freunde Ron Weasley und Hermine Granger zu sehen.
Nach einer Vorpremiere am 4. November 2001 in London kam der Film am 16. November in Großbritannien und den USA und am 22. November 2001 in Deutschland in die Kinos. Die Presse bewertete den Film unterschiedlich. Sie bemängelte vor allem, dass er zu viele inhaltliche Details des Romans in schneller Folge wiedergebe, ohne sich Zeit für die Entwicklung einer Atmosphäre zu nehmen. Mit der Ausnahme des Hauptdarstellers wurde das Schauspielerensemble überwiegend wohlwollend beurteilt. Auch das Produktionsdesign und die Effekte wurden meist gelobt, ganz im Gegensatz zur Musik. Trotz insgesamt gemischter Kritiken erzielte der Film ein Einspielergebnis von rund 975 Millionen US-Dollar weltweit und war damit seinerzeit einer der kommerziell erfolgreichsten Filme überhaupt. Er erhielt für Szenenbild, Kostümdesign und Filmmusik drei Oscar-Nominierungen, darüber hinaus war er in sieben Kategorien für einen BAFTA Award vorgeschlagen.

## Handlung
Der Waisenjunge Harry Potter wächst in Surrey bei der spießigen Familie seiner Tante auf, den Dursleys, die ihn sehr schlecht behandeln. So muss Harry in einem Wandschrank unter der Treppe schlafen und hat unter den Schikanen seines verwöhnten Cousins Dudley zu leiden. Kurz vor seinem elften Geburtstag erhält Harry einen Brief, der ihm – noch ungeöffnet – von den Dursleys weggenommen wird. Von Eulen werden ihm immer mehr Briefe zugestellt, die ihm sein Onkel ebenfalls vorenthält. Erst als der hünenhafte Rubeus Hagrid an seinem Geburtstag auftaucht, erfährt Harry zu seiner Überraschung, dass seine Eltern Zauberer waren. Sie wurden von dem dunklen Magier Lord Voldemort getötet. Harry überlebte den Angriff bis auf eine blitzförmige Narbe auf der Stirn unversehrt und Voldemort verlor seine Kräfte beim Versuch, das einjährige Kind zu töten. Deswegen ist Harry in der Welt der Zauberer eine Legende. Die Dursleys haben Harry dies vorenthalten, weil sie als Nicht-Zauberer – sogenannte „Muggel“ – alles Magische verabscheuen und sich davor fürchten. Hagrid übergibt Harry einen der Briefe; es ist eine Einladung in die Hogwarts-Schule für Hexerei und Zauberei.
Hagrid, der Wildhüter der Schule, führt Harry in die versteckte Winkelgasse in London, wo er Unterrichtsmaterialien wie Bücher und einen Zauberstab kaufen kann. Zum Geburtstag bekommt Harry von Hagrid die Eule Hedwig geschenkt. Außerdem übergibt er ihm eine Fahrkarte für den Hogwarts-Express, der die Hogwarts-Schüler von Gleis 9 ¾ des Londoner Bahnhofs King’s Cross zu der abgelegenen Zauberschule bringt. Auf der Fahrt lernt Harry zwei seiner späteren Klassenkameraden kennen: den Rotschopf Ron Weasley, mit dem er sich auf Anhieb versteht, und die neunmalkluge Hermine Granger.
Im Schloss-Internat Hogwarts angekommen werden die Schüler vom Sprechenden Hut den vier Schulhäusern zugeordnet: Gryffindor, Hufflepuff, Ravenclaw und Slytherin. Harry, Ron und Hermine kommen ins Haus Gryffindor. Ab dem folgenden Tag werden die Schüler in verschiedenen Disziplinen der Zauberei ausgebildet, darunter Verwandlung, Zaubertränke, Verteidigung gegen die Dunklen Künste und das Fliegen auf Besen. Für letzteres beweist Harry ein außergewöhnliches Talent, weswegen er ins Quidditch-Team von Gryffindor aufgenommen wird. Diese Mannschaftssportart wird auf fliegenden Besen ausgetragen und Harry kann das erste Spiel gegen Slytherin für sein Haus entscheiden. Zwischen Harry, Ron und Hermine entwickelt sich eine enge Freundschaft. In einem gleichaltrigen Mitschüler aus Slytherin, Draco Malfoy, findet Harry einen Rivalen und Erzfeind.
Mittlerweile haben Harry, Ron und Hermine herausgefunden, dass in der Schule etwas Wertvolles von einem dreiköpfigen Hund bewacht wird. Ihre Nachforschungen ergeben, dass es sich um den Stein der Weisen handelt, der seinem Besitzer Unsterblichkeit verleiht. Auf besondere Anweisung des Schulleiters Albus Dumbledore wird der Stein in der Schule verwahrt und bewacht, nachdem ein Versuch vereitelt worden war, ihn aus der Zaubererbank Gringotts zu stehlen. Harry vermutet dahinter den Lehrer für Zaubertränke, Professor Snape, den er verdächtigt, im Dienst Lord Voldemorts zu stehen. Harry glaubt außerdem, Snape wolle Voldemort mithilfe des Steines wieder zu einer menschlichen Gestalt und zu neuer Macht und Größe verhelfen.
Harry, Ron und Hermine beschließen, selbst nach dem Stein zu suchen, um ihn vor Snape zu finden. Sie bewältigen eine Reihe von Hindernissen, die den Stein beschützen sollen: eine tödliche Pflanze, die Jagd nach einem fliegenden Schlüssel und ein gewalttätiges, überlebensgroßes Schachspiel. Harry dringt ins Versteck des Steines vor und findet dort Professor Quirrell, den unscheinbaren Lehrer für Verteidigung gegen die Dunklen Künste. Als Quirrell seinen Turban entfernt, zeigt sich, dass Voldemort von seinem Körper Besitz ergriffen hat. Der Stein wird von einem Zauber beschützt: Nur wer ihn finden will, ohne ihn zu gebrauchen, kann ihn erlangen. Daher will Voldemort Harry, der den Stein in seiner Hosentasche findet, dazu verleiten, ihm den Stein zu geben. Als Harry standhaft bleibt, versucht Quirrell, Harry zu töten, aber durch Harrys Berührung zerfällt er zu Staub. Voldemort verlässt Quirrells Körper und flieht, Harry fällt in Ohnmacht. Nachdem er im Krankenflügel wieder zu sich gekommen ist, erklärt ihm Dumbledore, dass Harry für Voldemort unantastbar war, weil seine Mutter sich für ihn geopfert hatte. Außerdem berichtet er, dass der Stein der Weisen in der Zwischenzeit vernichtet worden ist, um zu vermeiden, dass er in Voldemorts Hände fällt.
Das Schuljahr endet traditionsgemäß mit einem großen Fest in der Großen Halle. Dabei wird der Hauspokal an eines der vier Häuser verliehen und eigentlich lag Gryffindor mit seiner Punktezahl auf dem letzten Platz. Im Lichte der vorausgegangenen Ereignisse erhalten Hermine, Ron, Harry und auch Neville aber Extrapunkte zugesprochen und so wird Gryffindor auf den letzten Metern doch noch zum Sieger.
Am Ende des Films schenkt Hagrid Harry ein Fotoalbum mit Aufnahmen seiner Eltern, kurz bevor die Schüler von Hogwarts zurück in die Welt der „Muggel“ fahren.

## Produktionsgeschichte

### Vorproduktion

#### Idee und Rechtekauf

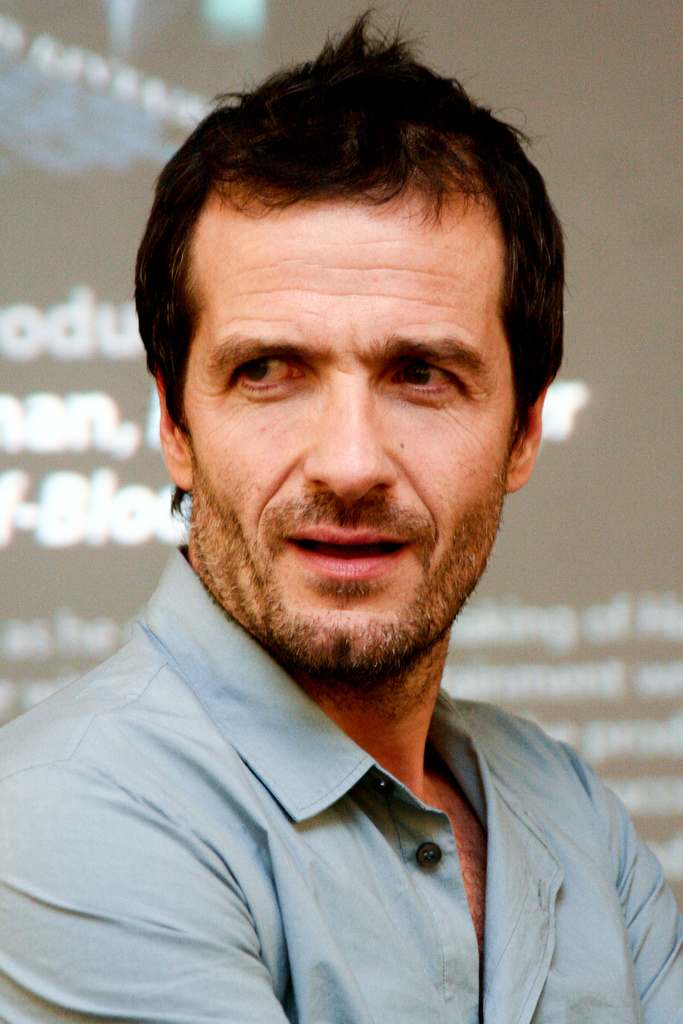
Produzent David Heyman

Der britische Produzent David Heyman suchte 1997 nach einem Kinderbuch, um es für einen familienfreundlichen Kinofilm zu adaptieren. Eine Mitarbeiterin seines Produktionsunternehmens Heyday Films schlug ihm das gerade erschienene Romandebüt von Joanne K. Rowling vor – ein Fantasybuch namens Harry Potter und der Stein der Weisen, das die Kritiker lobten und das im Begriff war, sich zu einem Bestseller zu entwickeln. Heyman fand Gefallen an dem Buch und trat in regelmäßigen Kontakt mit der Autorin. Erst nach der Veröffentlichung des zweiten Harry-Potter-Romans im Juli 1998 schlug Heyman der US-amerikanischen Filmgesellschaft Warner Bros. die Verfilmung des ersten Buches vor.

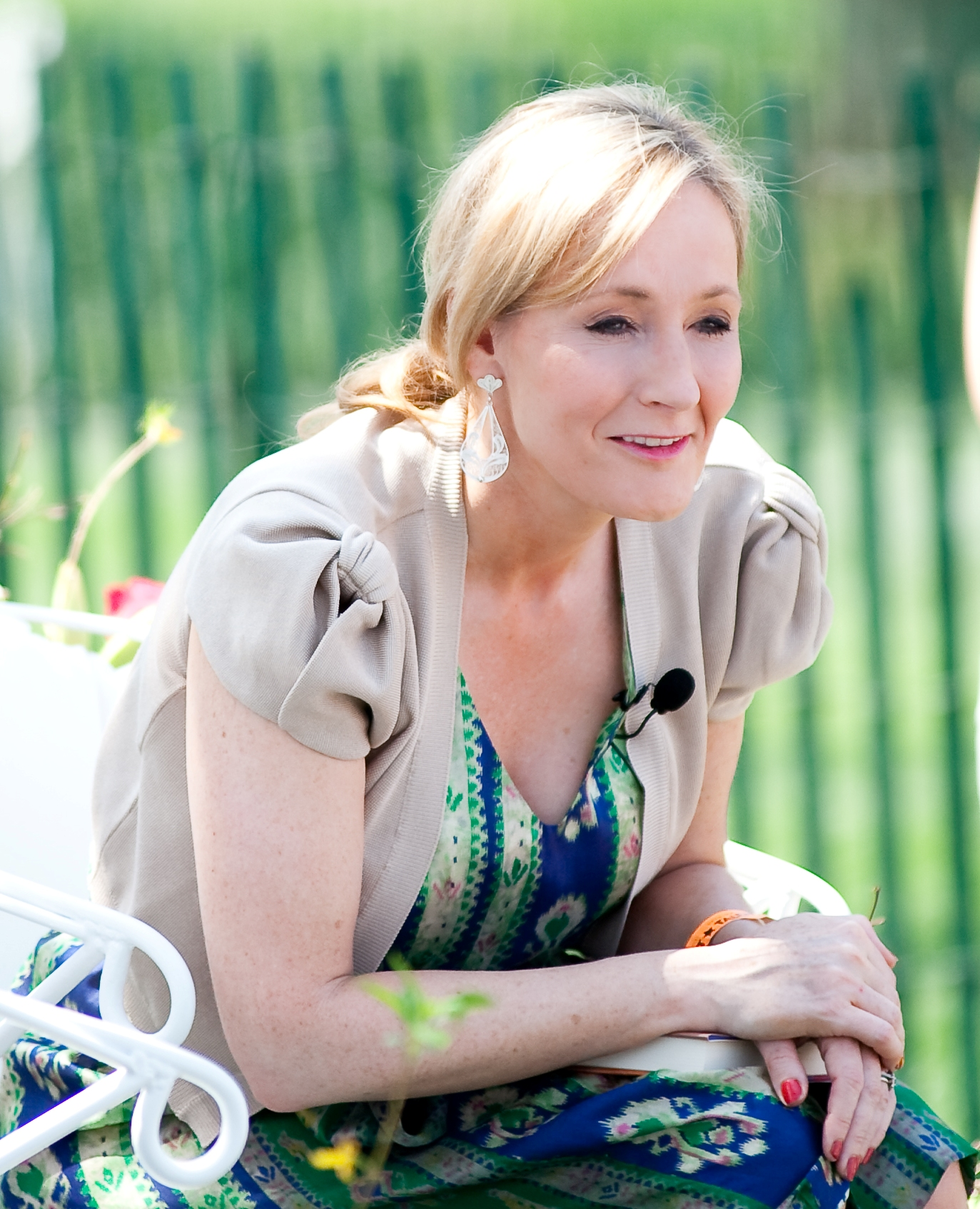
Joanne K. Rowling schrieb die Romanvorlage und übte erheblichen Einfluss auf die Verfilmung aus

Weil Rowling die Kontrolle über ihr Werk nicht in fremde Hände geben wollte, lehnte sie ein Angebot von Warner ebenso wie die Offerten einiger anderer Unternehmen zunächst ab. Erst als das Studio ihr erhebliche Mitspracherechte bei der Umsetzung des Films, eventueller Nachfolger und der Merchandising-Produkte zusicherte, stimmte sie der Verfilmung zu. Zu diesem Zeitpunkt war in Großbritannien bereits ein Kult um Harry Potter entstanden; in den USA, wo gerade das erste Buch erschienen war, war der Zauberschüler dagegen noch weitgehend unbekannt, sodass Warner das Marktpotential außerhalb des Vereinigten Königreichs als verhalten einschätzte. Was der Konzern neben einer Gewinnbeteiligung für die Filmrechte gezahlt hat, wird in verschiedenen Quellen unterschiedlich beziffert: 500.000 Dollar, 700.000 Dollar oder 1 Million Dollar sollen es gewesen sein; andere nennen 1 Million Pfund (damals knapp 1,7 Millionen Dollar) für die Verfilmung der ersten vier Bände.
Den Einfluss, den Rowling letztlich auf die gesamte Produktion ausübte, bezeichnete Heyman als “tremendous” (deutsch: „enorm“). Sie war an allen wesentlichen Entscheidungen der Vorproduktion beteiligt. Dies umfasst die Personalien des Regisseurs, des Drehbuchschreibers und der wichtigsten Darsteller. Der Entwicklung des Drehbuchs stand sie außerdem als Beraterin zur Seite. Sie bestand darauf, dass alle Schauspieler Briten sein sollten und dass im Film britisches Englisch gesprochen wird. Auch den visuellen Stil des Films – beispielsweise das Aussehen von Szenenbild, Kostüme, Maske und Requisiten – bestimmte sie wesentlich mit.

#### Auswahl des Regisseurs
Als Regisseur war zunächst Hollywood-Größe Steven Spielberg im Gespräch. Im Februar 2000 sagte dieser jedoch ab, weil das Projekt, wie er später sagte, für ihn keine Herausforderung geboten habe. Danach begannen Gespräche mit einer Vielzahl von anderen Regisseuren, darunter Tim Burton, Chris Columbus, Jonathan Demme, Terry Gilliam – ein Favorit Rowlings –, Mike Newell, Alan Parker, Wolfgang Petersen, Tim Robbins, Rob Reiner, Ivan Reitman, Brad Silberling, Guillermo del Toro, M. Night Shyamalan, und Peter Weir. Ende März 2000 fiel die Wahl auf Chris Columbus, der bereits erfolgreiche Familienfilme wie Kevin – Allein zu Haus und Mrs. Doubtfire geleitet hatte. Laut Heyman war es vor allem Columbus’ Wunsch, der Romanvorlage so treu wie möglich zu bleiben, der letztlich den Ausschlag zu seinen Gunsten gab.

#### Drehbuchentwicklung
Anfang 1999 hatte Warner Bros. dem US-amerikanischen Drehbuchautor Steven Kloves eine Reihe von Romanen zur Umarbeitung in ein Drehbuch vorgeschlagen, darunter auch Harry Potter und der Stein der Weisen. Kloves war von der Vorlage überzeugt und nahm die Aufgabe an. Um sicherzustellen, dass kleinere Details bei der Umsetzung von Text in Film stimmig blieben, hielt Kloves engen Kontakt mit Rowling. So wurde gleichzeitig vermieden, dass sich der Film in Widerspruch zu späteren, noch unveröffentlichten Teilen der Reihe setzte. Soweit Kloves eigene Dialoge ergänzte, versuchte er, den Roman zu interpolieren, und Rowling genehmigte die Teile, die sie für passend hielt. Rückblickend beschrieb Kloves die Arbeiten am Drehbuch als schwierig, weil die Romanvorlage der am wenigsten handlungslastige der Harry-Potter-Bände sei. Er schaffe die Grundlagen für spätere Entwicklungen und enthalte dadurch weniger erzählende Teile als seine Nachfolger.

#### Rollenbesetzung
Als Casting-Direktorin wurde Susie Figgis benannt, die sich mit der Schauspielerauswahl für Produktionen wie Gandhi, Interview mit einem Vampir oder The Full Monty einen Ruf erarbeitet hatte. Gemeinsam mit Rowling und Columbus setzte sie ein mehrstufiges Verfahren in Gang, um die Hauptrollen von Harry Potter, Ron Weasley und Hermine Granger zu besetzen. Berücksichtigt wurden nur britische Kinder im Alter zwischen neun und elf Jahren. Sie mussten zunächst eine Seite aus der Romanvorlage vorlesen; wer hierbei überzeugte, wurde eingeladen, eine Szene von der Ankunft der Schüler in Hogwarts zu improvisieren und in einem dritten Schritt einige Seiten aus dem Drehbuch vorzulesen. Das Casting wurde schließlich öffentlich ausgeschrieben. Anfang Sommer 2000 verließ Figgis das Projekt frühzeitig, nachdem mehrere tausend britische Jungschauspieler gesichtet worden waren, ohne dass einer von Chris Columbus oder den Produzenten als „der Rolle würdig“ eingestuft wurde. Das weitere Casting übernahmen Janet Hirshenson und Jane Jenkins.
Allein für die Hauptrolle hatte es rund 40.000 Bewerbungen gegeben. Verschiedene bekannte US-amerikanische Jungdarsteller hatten ihr Interesse an der Rolle bekundet, darunter Haley Joel Osment (damals zwölf Jahre alt, Oscar-nominiert für The Sixth Sense), Eric Sullivan (neun Jahre, Jerry Maguire) und Liam Aiken (zehn Jahre, Seite an Seite), waren aber an Rowlings Vorgabe gescheitert, die Titelrolle mit einem Briten zu besetzen. William Moseley, der später eine Hauptrolle in der Kinofilmreihe Die Chroniken von Narnia übernahm, wurde ebenfalls abgelehnt.

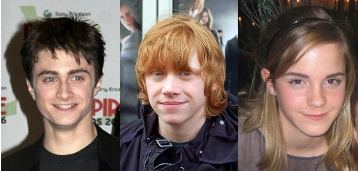
Die drei Hauptdarsteller, v. l. n. r.: Daniel Radcliffe (Harry Potter), Rupert Grint (Ron Weasley) und Emma Watson (Hermine Granger)

Am 21. August 2000 gab Warner Bros. schließlich bekannt, dass die Wahl für die Hauptrolle auf den bis dahin im Filmgeschäft weitestgehend unbekannten Daniel Radcliffe gefallen war; die Film-Neulinge Emma Watson und Rupert Grint waren für die Rollen von Hermine bzw. Ron ausgesucht worden. Abgesehen von Radcliffe und Tom Felton, der Draco Malfoy darstellte, wurden die meisten Kinderrollen mit unerfahrenen Darstellern besetzt, die bislang allenfalls in Schultheateraufführungen mitgewirkt hatten.
Columbus hatte Radcliffe für die Rolle des Harry Potter gewollt, seit er ihn in einem BBC-Fernsehfilm gesehen hatte. Allerdings verhinderten dies anfangs Radcliffes Eltern, die beide selbst in der Casting-Branche arbeiteten, um ihren Sohn vor dem Druck aus der Öffentlichkeit zu bewahren. Erst nachdem Heyman, ein Freund von Radcliffes Vater, die Eltern überzeugte, ihren Sohn vor dem zu erwartenden Medienhype beschützen zu können, gaben sie ihr Einverständnis. Auch Rowling meinte, man hätte keinen besseren Harry finden können. Radcliffes Verdienst aus dem Film wird auf eine Million Pfund geschätzt.
Rupert Grint hatte sich mit einem selbstgedrehten Video auf die Rolle Ron Weasleys beworben, nachdem er im Fernsehen von den Castings erfahren hatte. Dagegen wurde Emma Watson als langjähriges Mitglied ihrer Schultheatergruppe nach einem Vorschlag ihrer Theater-Lehrerin und einem Vorsprechen an ihrer Schule vor Casting-Agenten berücksichtigt.
Rowling beeinflusste die Auswahl der meisten erwachsenen Darsteller. Ausdrücklich forderte sie Robbie Coltrane für die Rolle des Rubeus Hagrid. Andere wie Richard Harris als Professor Dumbledore, Maggie Smith als Professor McGonagall und Alan Rickman als Professor Snape entstammen einer Cast-Wunschliste, die Rowling den Produzenten vorlegte. Viele der erwachsenen Schauspieler sind Mitglieder der Royal Shakespeare Company. Rowlings Vorgabe, nur Briten zu besetzen, wurde weitestgehend entsprochen; die wenigen Ausnahmen in bedeutenderen Rollen sind der Ire Harris, seine Landsleute Fiona Shaw als Petunia Dursley und Devon Murray als Seamus Finnegan sowie der Neuseeländer Chris Rankin als Percy Weasley. Für eine ausführliche Auflistung der wichtigsten Rollen und ihrer Besetzung siehe Abschnitt Deutsche Synchronfassung.

#### Auswahl der Drehorte
1999 handelten Vertreter der britischen Filmindustrie mit den amerikanischen Geldgebern aus, dass der Film in Großbritannien gedreht wird. Als Gegenleistung dafür, dass das meiste Geld für die Produktion in Großbritannien ausgegeben wurde, leistete die britische Filmindustrie Unterstützung bei der Auswahl der Drehorte und stellte die Leavesden Film Studios in der Nähe der Stadt Watford zur Verfügung. Laut einem Bericht des US-amerikanischen Magazins Entertainment Weekly soll sogar versprochen worden sein, zu versuchen, eine Änderung der britischen Arbeitsbestimmungen für Kinder zu erwirken, die flexiblere und längere Drehzeiten zulassen sollten. Steve Norris, der als Leiter der British Film Commission verantwortlich dafür war, dass der Film in Großbritannien gedreht wurde, fasste den Bezug Harry Potters zu seinem Heimatland so zusammen:

Harry Potter is something that is weirdly about us. It’s culturally British and the thought of it being made anywhere but here sent shudders down everyone’s spines. It’s like taking Catcher in the Rye and setting it in Liverpool.

„Harry Potter ist etwas, bei dem es auf seltsame Weise um uns [Briten] geht. Es ist britische Kultur und der Gedanke, dass es irgendwo anders gemacht wird als hier, jagt jedem Schauder über den Rücken. Das ist, als ob man den Fänger im Roggen näme und ihn nach Liverpool versetzte.“

Die Szenen, die im Buch an tatsächlich existierenden Orten spielen – etwa im Reptilienhaus des Londoner Zoos und am Bahnhof King’s Cross –, wurden auch dort gedreht. Drehort für das fiktive Gleis 9 ¾ waren die Bahnsteige 4 und 5 am King’s Cross.
Für eine Reihe erfundener Handlungsorte wurde an mehr oder weniger prominenten Plätzen in Großbritannien ein reales Pendant gefunden: Die Straße Picket Post Close in Martins Heron, einem Vorort von Bracknell, diente als Ligusterweg; das Haus mit der Nummer 12 entspricht dem Haus der Dursleys. Szenen in der Winkelgasse wurden im Londoner Leadenhall Market gedreht; ein damals leerstehendes Ladengeschäft in Bull’s Head Passage Nummer 42 fand Verwendung als Eingang in den Pub Zum Tropfenden Kessel. Die Innenaufnahmen der Zauberbank Gringotts stammen aus Australia House, dem Sitz des australischen Hochkommissars in der Londoner Straße Strand. Der Hogwarts-Express fuhr tatsächlich auf der Zugstrecke North Yorkshire Moors Railway, deren Bahnhof in Goathland wurde zum Bahnhof von Hogsmeade.
Für die Zauberschule Hogwarts wurden mehrere Drehorte gewählt, damit der Eindruck aufrechterhalten bleibt, dass das Zauber-Internat nicht an einem realen Ort untergebracht ist. Die Mauern von Alnwick Castle stellten die Außenansicht, seine langgezogenen, flachen Grünflächen das Quidditch-Feld. Aufnahmen für die Gänge und Flure stammen aus den Kreuzgängen der Abtei von Lacock, der Kathedrale von Gloucester und der Kathedrale von Durham. Die Wärmestube der Erstgenannten lieferte außerdem die Kulisse für das Unterrichtszimmer von Professor Quirrel, der Kapitelsaal der Letzteren das von Professor McGonagall. Das Zimmer von Professor Flitwick befindet sich dagegen in der englischen Schule Harrow. Verschiedene Gebäude der Universität Oxford trugen ebenfalls zur Filmarchitektur von Hogwarts bei: Die Duke Humfrey’s Library, ein Teil der Bodleian Library, repräsentiert die Bibliothek der Zauberschule, die Divinity School ihr Spital und das College Christ Church den Trophäenraum.

Verschiedene Drehorte
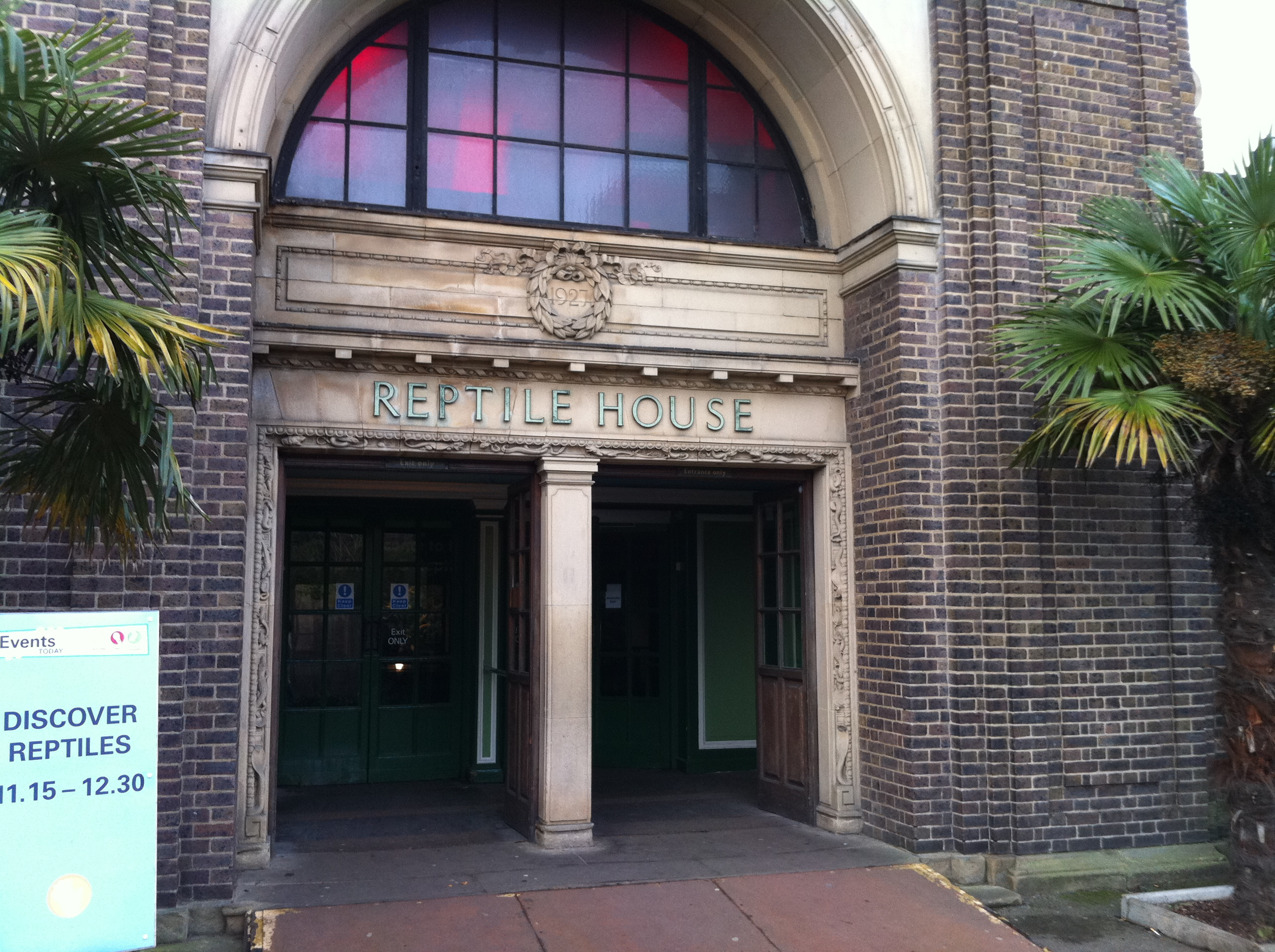
Reptilienhaus des Londoner Zoos
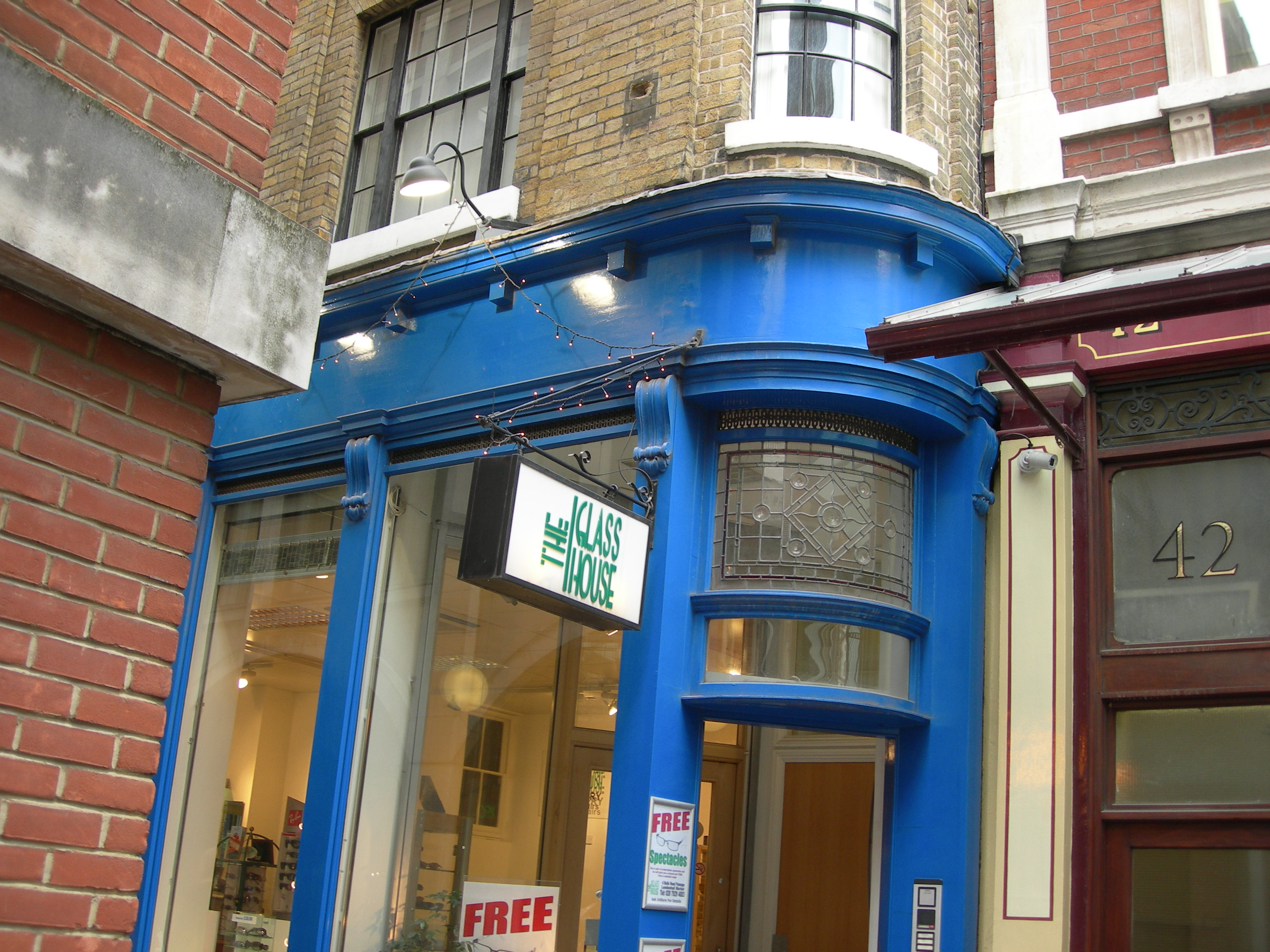
Ladengeschäft in London (Zum Tropfenden Kessel)
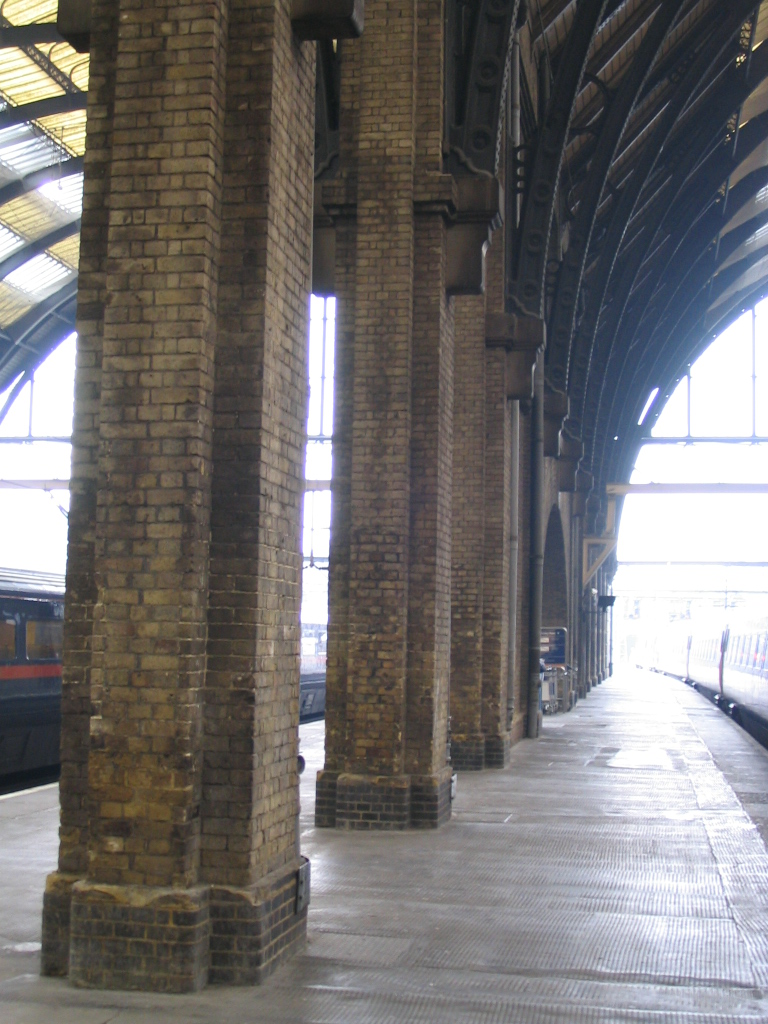
King’s Cross, Bahnsteig 4 (Gleis 9 ¾)
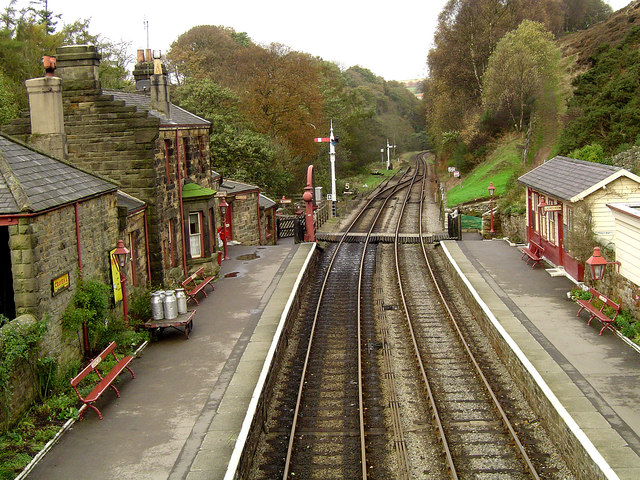
Goathlander Bahnhof (Hogsmeade Station)
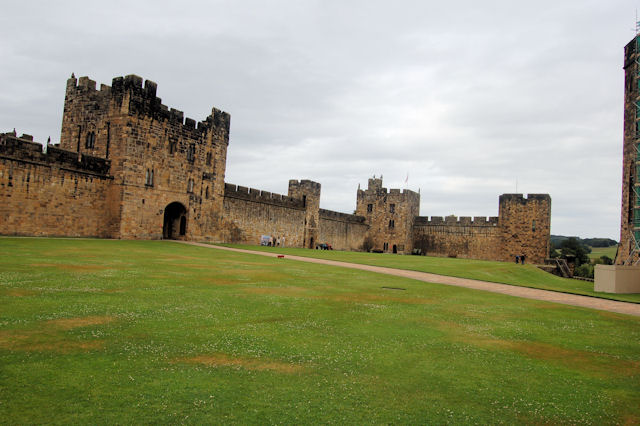
Alnwick Castle (Hogwarts)
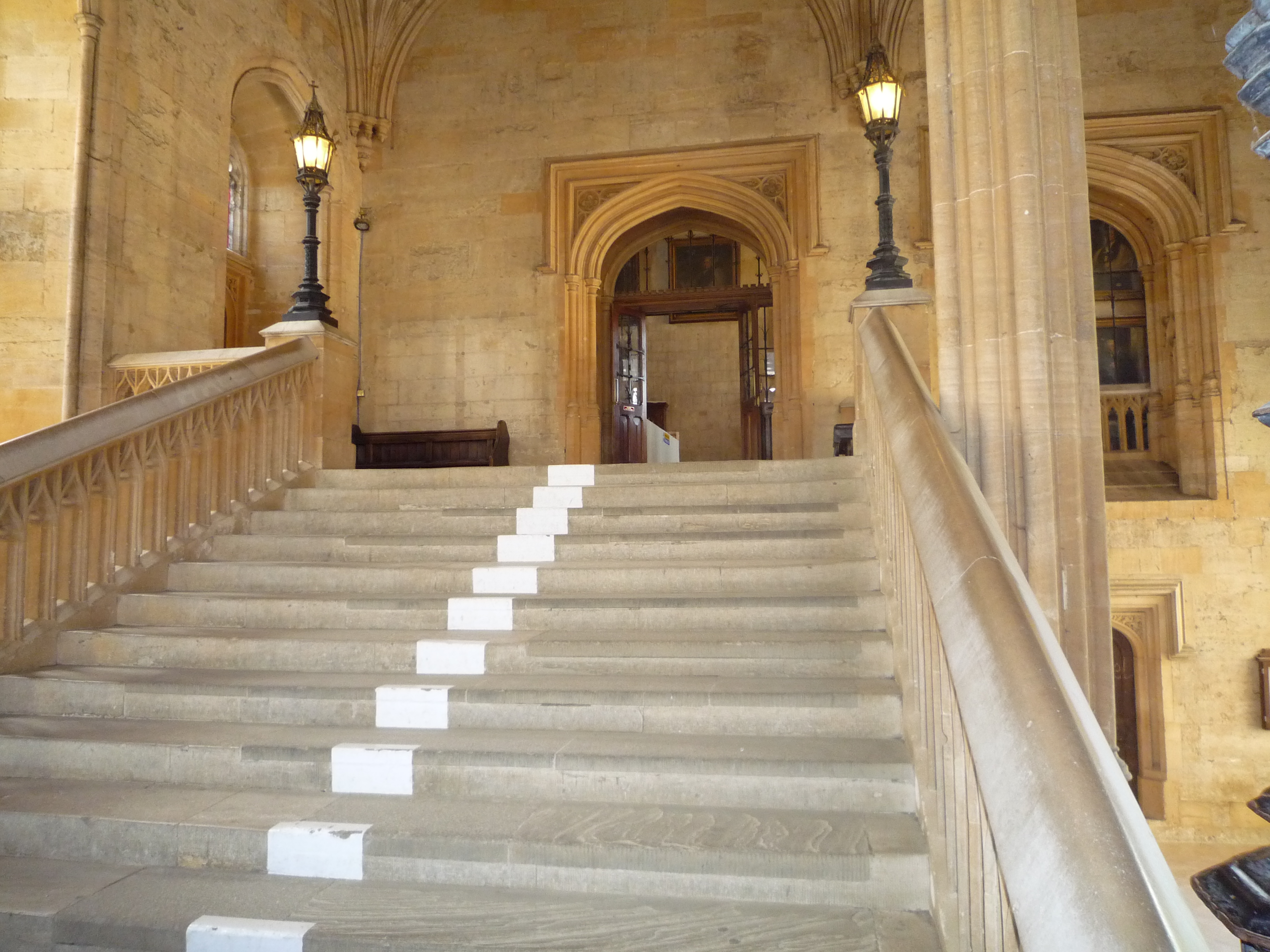
Christ Church (Hogwarts)
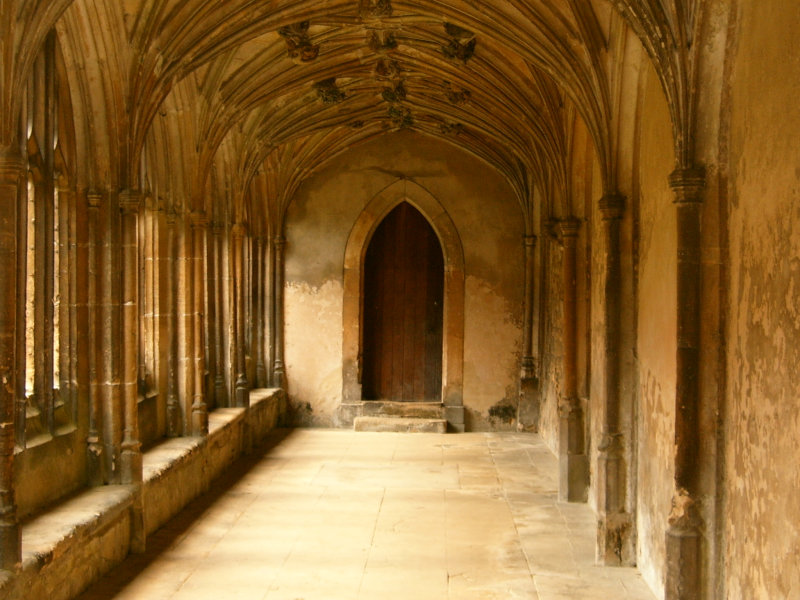
Abtei von Lacock (Hogwarts)
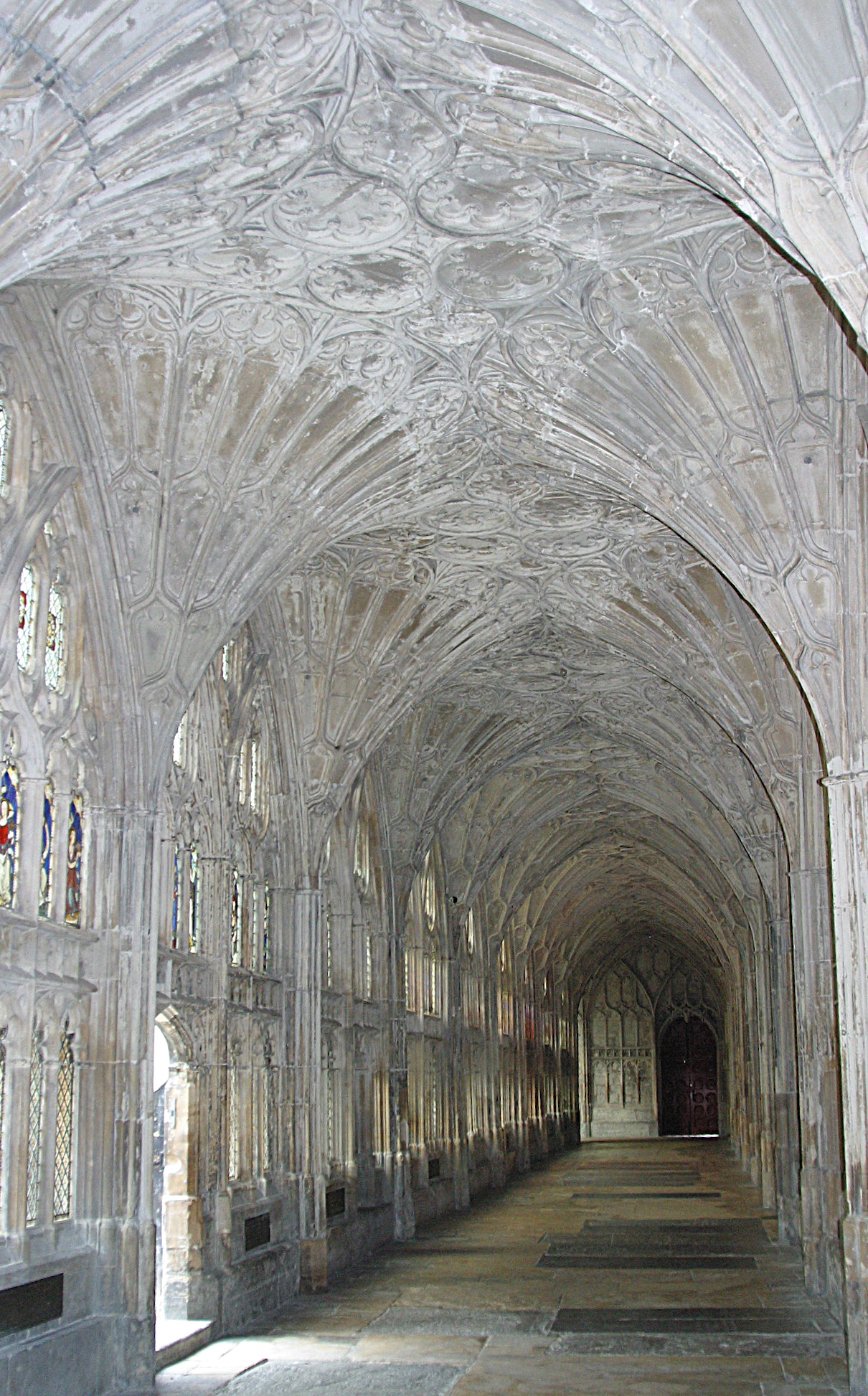
Kathedrale von Gloucester (Hogwarts)
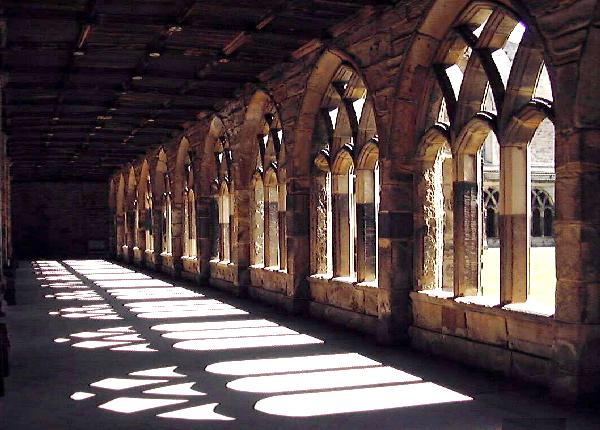
Kathedrale von Durham (Hogwarts)

### Dreharbeiten
Die Dreharbeiten begannen am 29. September 2000 am Bahnhof Goathland. Trotz verschiedener Gegenmaßnahmen gelangten Details von den Dreharbeiten an die Öffentlichkeit, etwa Fotos von Kulissen oder von den Dreharbeiten selbst.
Für die rund 450 Kinder, die an der Produktion mitwirkten, wurde im Studio eine eigene Schule eingerichtet. Die Hauptdarsteller Radcliffe, Grint und Watson waren täglich für vier Stunden mit Dreharbeiten beschäftigt; drei Stunden hatten sie Unterricht; die übrige Zeit stand ihnen als Freizeit zur Verfügung.
Da der Film entsprechend dem Buch in den USA unter dem abweichenden Titel Harry Potter and the Sorcerer’s Stone veröffentlicht werden sollte, wurden alle Szenen, in denen die Worte “Philosopher’s Stone” (deutsch: „Stein der Weisen“) vorkamen, doppelt gedreht, um das Wort “Philosopher’s” durch “Sorcerer’s” zu ersetzen. Andere Formulierungen, die für die US-Ausgabe des Buches vom britischen ins amerikanische Englisch übertragen worden waren, wurden im Film beibehalten. Üblicherweise werden solche Änderungen heute durch nachträgliche Synchronisation vorgenommen.
Wegen verschiedener Verzögerungen musste der Drehzeitraum mehrfach verlängert werden und endete schließlich nach 169 Drehtagen im April 2001. Im Juli wurden einige Nacharbeiten erledigt.

### Kostüme und Maske

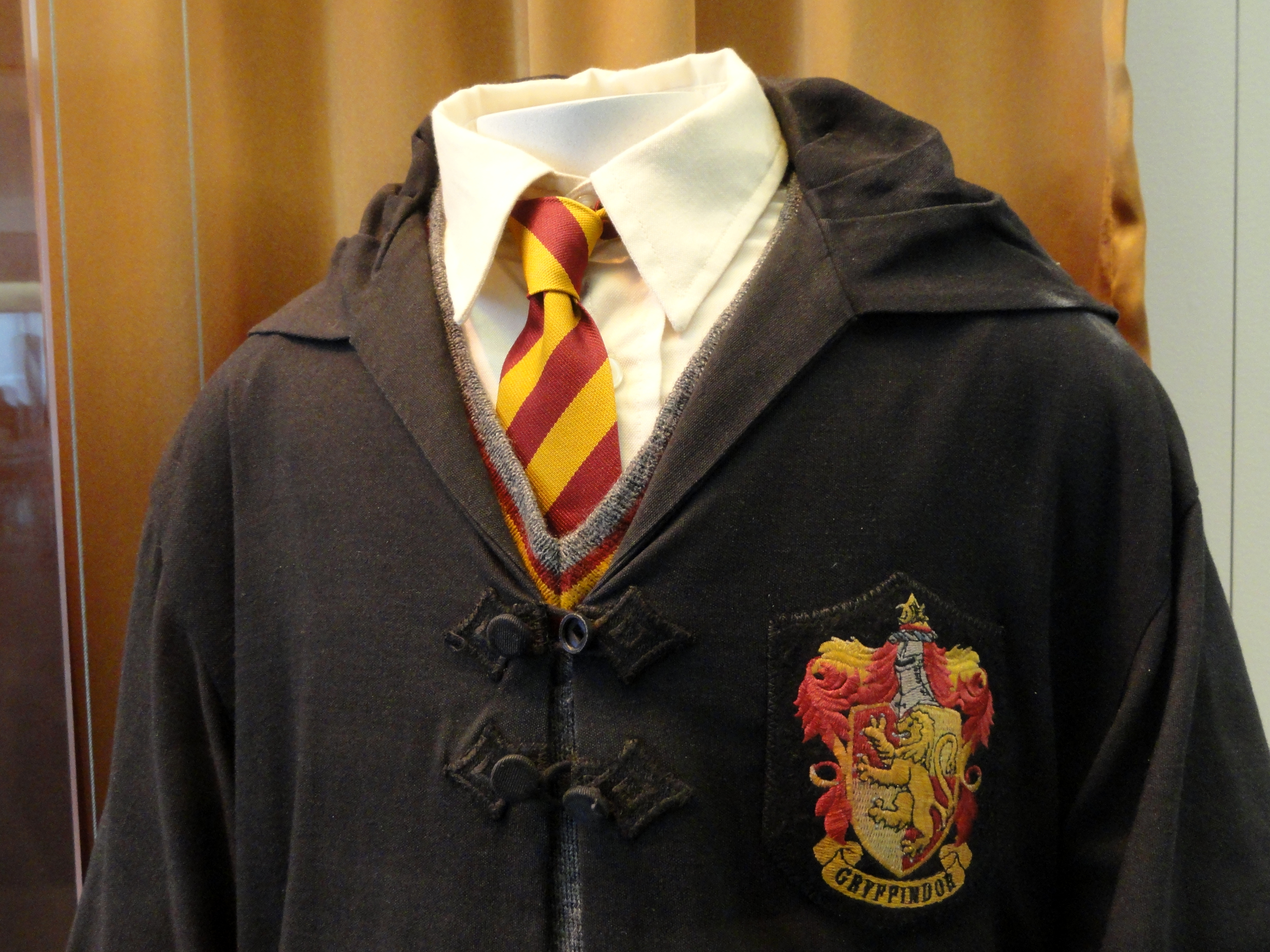
Harry Potters Schuluniform mit dem Wappen des Hauses Gryffindor

Zur Kostümbildnerin wurde Judianna Makovsky bestimmt, die kurz zuvor für ihre Arbeiten am Film Pleasantville – Zu schön, um wahr zu sein für einen Oscar nominiert gewesen war. Sie entwarf die Trikots der Quidditch-Spieler zunächst anhand der Vorlage des Covers der US-amerikanischen Ausgabe des Romans vom Verlag Scholastic, die Harry in einem modernen Rugbytrikot, Jeans und einem roten Umhang zeigt. Die Ausfertigung war jedoch zu unordentlich und zu wenig elegant, daher verpasste sie den Spielern zu den Umhängen adrette Pullover und Krawatten, sportliche Reithosen und Armschützer.
Verantwortlich für die Maske war Clare Le Vesconte. Früh musste geklärt werden, wo genau auf Daniel Radcliffes Stirn Harry Potters äußerliches Markenzeichen, die blitzförmige Narbe, platziert werden sollte. Buchcover waren als Vorlage in dieser Frage wenig hilfreich, weil die verschiedenen internationalen Ausgaben die Narbe an unterschiedlichen Stellen zeigten. Daher suchte Regisseur Columbus direkt bei Rowling Rat: Er malte ein Gesicht mit einem Zauberhut und bat sie, die Narbe einzuzeichnen. Sie bezeichnete die Narbe als “razor sharp” (deutsch: „rasiermesserscharf“) und zeichnete sie nach unten gerichtet auf der rechten Seite der Stirn ein.

### Szenenbild
Das Szenenbild wurde vom britischen Oscar-Preisträger Stuart Craig entworfen. Er fertigte verschiedene Filmsets in den Leavesden Film Studios an, darunter der große Saal von Hogwarts. Da die Geschichte von Hogwarts bis ins Mittelalter zurückreicht, ließ er sich hierfür von den größten englischen Kathedralen dieser Zeit inspirieren, aber auch vom College Christ Church. Die Architektur sollte realistisch sein, aber “pushed as much as we can, expanded as illogically huge as we can possibly make it” (deutsch: „übertrieben, so gut wir es konnten, überdimensional ausgedehnt bis ins Unlogische, soweit es uns irgendwie machbar war“), so Craig. Für die Winkelgasse sollte aus Kostengründen ursprünglich ein realer Drehort gefunden werden, aber keiner genügte den hohen Anforderungen: Der erste Einblick in die Welt der Zauberer sollte Harry und die Zuschauer optisch überfordern. Letztlich baute Craig in den Leavesden Film Studios eine Pflastersteinstraße, die er mit Gebäuden im Tudorstil, in Georgianischer Architektur und im Queen Anne Style säumte – ein Stil-Mix, der nirgendwo in einem echten Straßenzug zu finden war.

### Spezialeffekte
Um Zauberei, Fantasiegeschöpfe, Flugszenen und dergleichen auf die Leinwand zu bringen, plante Chris Columbus eine Kombination aus Spezialeffekten und computer-generierten Bildern. Für verschiedene der fantastischen Figuren und Kreaturen, etwa den dreiköpfigen Hund, sollte das Animatronic-Verfahren zum Einsatz kommen. Puppen, Filmprothesen und Make-up-Effekte für die unwirklichen Lebewesen steuerten die britischen Effektkünstler Nick Dudman und John Coppinger bei, unterstützt vom Creature Shop des US-amerikanischen Puppenschöpfers Jim Henson. Weil der Regisseur und die Produzenten großen Wert darauf legten, optisch den Vorgaben des Buches möglichst nahezukommen, mussten Figuren oft in mehr als einer Ausführung entworfen oder nachträglich geändert werden. Laut Coppinger bestand eine besondere Herausforderung darin, Fabelwesen, die nicht nur in den Harry-Potter-Romanen auftauchen – beispielsweise Einhörner –, so zu gestalten, dass sie nicht durch ein „neues“ oder „exotisches“ Äußeres, sondern durch möglichst großen Realismus überzeugten. Einige Szenen wurden mithilfe von Modellbauten realisiert, etwa wenn Eulen über Hausdächer fliegen oder manche der Außenansichten von Hogwarts.

### Nachbearbeitung

#### Visuelle Effekte
Die Spezialeffekte wurden im Rahmen der Postproduktion durch eine Vielzahl computergenerierter visueller Effekte abgerundet. Beispielsweise entstanden ein etwa vier Meter großer Troll und ein Baby-Drache als Computeranimationen. Die sich bewegenden Treppen von Hogwarts wurden teilweise im Studio gebaut und später digital nachbearbeitet. Radcliffe, dessen Augen blau sind und nicht grün wie die von Harry Potter, musste beim Dreh anfangs farbige Kontaktlinsen tragen. Da sich diese als sehr störend erwiesen, wurde seine Augenfarbe nachträglich am Computer vereinheitlicht. Im Film ist Harry letztlich mit blauen Augen zu sehen. Auch die Bluescreen-Technik spielt eine erhebliche Rolle im Stein der Weisen. Insgesamt verfügt der Film über rund 500 bis 600 solcher Effekte, die von unterschiedlichen Spezialunternehmen beigesteuert wurden: Industrial Light & Magic modellierte das Gesicht Lord Voldemorts, für das kein eigener Schauspieler angeheuert wurde; stattdessen stand der Quirrell-Darsteller Ian Hart Pate für das CGI-Modell des Gesichts. Rhythm & Hues animierte den Baby-Drachen, Sony Pictures Imageworks produzierte die effektlastigen Quidditch-Szenen, die als die komplexeste tricktechnische Arbeit des Films gelten. Insgesamt führt der Abspann des Films neun Filmtrick-Unternehmen auf, für deren Koordination Robert Legato zuständig war. Für die Tricks soll die Hälfte des Budgets ausgegeben worden sein.

#### Endschnitt
Für den Schnitt zeichnete der australische Filmeditor Richard Francis-Bruce verantwortlich. Regisseur Columbus wusste, dass der Film ohne größere Auslassungen sehr lang werden würde. Er wollte sie dennoch nach Möglichkeit vermeiden, um die Fans nicht zu enttäuschen. Sein Argument war ein Vergleich mit dem vierten Buch der Reihe, dem im Juli 2000 erschienenen Harry Potter und der Feuerkelch: “Kids are reading a 700-page book. They can sit through a 2 ½-hour movie.” (deutsch: „Kinder lesen ein 700 Seiten dickes Buch. Dann können sie auch während eines zweieinhalbstündigen Films still sitzen.“) Dennoch wurden einige Szenen im Endschnitt entfernt, darunter die Auftritte des Poltergeists Peeves und die letzte Hürde auf dem Weg zum Stein der Weisen, ein Gift-Rätsel des Zaubertränke-Lehrers Snape, das Hermine löst. Der Film kommt letztlich in der Kinofassung auf 152 Minuten, in der Langfassung auf 159 Minuten.

#### Filmmusik
Für die Musik wurde einer der bekanntesten Filmkomponisten Hollywoods engagiert, John Williams, mit dem Columbus bereits bei den Filmen Kevin – Allein zu Haus und Seite an Seite zusammengearbeitet hatte. Zur Vorbereitung las Williams die Romanvorlage. Dies hatte er in anderen Fällen bis dahin nicht getan, um wie die Mehrheit des Kinopublikums unvoreingenommen zu sein. Er komponierte die einzelnen Musikstücke in Tanglewood und in seiner Wohnung in Los Angeles. Dabei ließ er sich von klassischen Komponisten inspirieren. Deutlich sind die Anlehnungen an Tschaikowski, etwa aus den Balletten Der Nussknacker oder Schwanensee. Gleichzeitig stand für Williams an vorderster Stelle, dass er Musik für Kinder komponierte, also für ein Publikum mit weniger hoch entwickelten Hörgewohnheiten.
Die Hedwig’s Theme, die er für die Eule Hedwig entworfen hatte, entwickelte er fort zu einem musikalischen Leitmotiv des Films, denn “everyone seemed to like it” (deutsch: „jeder schien es zu mögen“). Es wurde im ersten Trailer für den Film eingesetzt und am 31. Juli 2001 auf einem Konzert im Rahmen des Tanglewood-Sommerfestivals vorgeführt. In beiden Fällen waren die Reaktionen ausnehmend positiv.
Die Aufnahmen für den Film entstanden in den Londoner Studios Air Lyndhurst und Abbey Road. Williams konnte dafür nicht wie geplant das London Symphony Orchestra einsetzen und griff auf andere Londoner Musiker zurück, darunter der Chor von London Voices.

### Deutsche Synchronfassung
Die deutsche Synchronbearbeitung fertigte die FFS Film- & Fernseh-Synchron München und Berlin an. Das Dialogbuch verfasste Frank Schaff, der auch Synchronregie führte und darüber hinaus noch zwei Rollen sprach.
| Rolle                | Darsteller       | Synchronsprecher         |
| Hauptcharaktere      | Hauptcharaktere  | Hauptcharaktere          |
| -------------------- | ---------------- | ------------------------ |
| Harry Potter         | Daniel Radcliffe | Tim Schwarzmaier         |
| Ron Weasley          | Rupert Grint     | Max Felder               |
| Hermine Granger      | Emma Watson      | Gabrielle Pietermann     |
| Lehrer von Hogwarts  |                  |                          |
| Albus Dumbledore     | Richard Harris   | Klaus Höhne              |
| Minerva McGonagall   | Maggie Smith     | Bettina Schön            |
| Rubeus Hagrid        | Robbie Coltrane  | Hartmut Neugebauer       |
| Severus Snape        | Alan Rickman     | Erich Hallhuber          |
| Madame Hooch         | Zoë Wanamaker    | Kerstin Sanders-Dornseif |
| Quirinus Quirrell    | Ian Hart         | Frank Schaff             |
| Filius Flitwick      | Warwick Davis    | Mogens von Gadow         |
| Argus Filch          | David Bradley    | Fred Maire               |
| Schüler von Hogwarts |                  |                          |
| Draco Malfoy         | Tom Felton       | Moritz Pertramer         |
| Fred Weasley         | James Phelps     | Dominik Hartinger        |
| George Weasley       | Oliver Phelps    | Dominik Hartinger        |
| Percy Weasley        | Chris Rankin     | Butz Combrinck           |
| Oliver Wood          | Sean Biggerstaff | Johannes Raspe           |
| Seamus Finnigan      | Devon Murray     | Daniel Haidinger         |
| Lee Jordan           | Luke Youngblood  | Hannes Maurer            |
| Neville Longbottom   | Matthew Lewis    | Matthias Kick            |
| Vincent Crabbe       | Jamie Waylett    | Patrick Roche            |
| Gregory Goyle        | Joshua Herdman   | Lukas Borcherding        |

| Rolle                          | Darsteller               | Synchronsprecher   |
| Weitere Zauberer               | Weitere Zauberer         | Weitere Zauberer   |
| ------------------------------ | ------------------------ | ------------------ |
| Mr. Ollivander                 | John Hurt                | Thomas Fritsch     |
| Molly Weasley                  | Julie Walters            | Katharina Lopinski |
| Lord Voldemort                 | Richard Bremmer (Stimme) | Frank Schaff       |
| Nicht-Zauberer (sog. „Muggel“) |                          |                    |
| Vernon Dursley                 | Richard Griffiths        | Harald Dietl       |
| Petunia Dursley                | Fiona Shaw               | Marion Hartmann    |
| Dudley Dursley                 | Harry Melling            | Karim El Kammouchi |
| Nichtmenschliche Charaktere    |                          |                    |
| Firenze (Zentaur)              | Ray Fearon               | Walter von Hauff   |
| Kobold (Bankangestellter)      | Warwick Davis            | Mogens von Gadow   |
| Griphook, der Kobold           | Verne Troyer             | Kai Taschner       |
| Der Fast Kopflose Nick         | John Cleese              | Berno von Cramm    |
| Der sprechende Hut             | Leslie Phillips (Stimme) | Ekkehardt Belle    |

## Filmanalyse

### Vergleich mit der Romanvorlage

#### Unterschiede in der Handlung
Die Verfilmung bleibt sehr nahe an J. K. Rowlings Buch. Eine Gegenüberstellung der einzelnen Filmszenen mit den entsprechenden Passagen des Romans zeigt auf, dass die Handlung der Romanvorlage fast eins zu eins in den Film übertragen wurde; wesentliche Änderungen, Auslassungen oder Ergänzungen sind selten.
Im Film treten verschiedene Nebencharaktere nicht auf, darunter der Lehrer für Geschichte der Magie Professor Binns, der Poltergeist Peeves, ein Freund von Dudley Dursley namens Piers Polkiss und Mrs. Figg, eine Nachbarin der Dursleys (Mrs. Figg hat allerdings in der Verfilmung von Harry Potter und der Orden des Phönix ihren ersten Auftritt in der Filmreihe, da ihre literarische Bedeutung zu Drehbeginn des ersten Films noch nicht abzusehen war. Ihre Hintergrundgeschichte aus den Büchern wird daher nicht berücksichtigt.) Er beginnt mit der Szene, in der Harry zu seinen Pflegeeltern gegeben wird, und überspringt damit fast das gesamte erste Kapitel des Romans. Gekürzt wurden die Versuche der Dursleys, vor den massenhaft ankommenden Briefen zu fliehen. Andere Szenen wurden ganz weggelassen, darunter Harrys erste Begegnung mit Draco Malfoy in der Winkelgasse, die zweite im Hogwarts-Express – im Film treffen sie erstmals in Hogwarts aufeinander – sowie das erste Duell der beiden Widersacher, das Lied des Sprechenden Huts, das Quidditch-Spiel gegen Hufflepuff sowie Snapes Rätsel und Quirrels inzwischen außer Gefecht gesetzter Troll auf dem Weg zum Stein der Weisen. Auch erfährt Harry am Ende nicht, warum Professor Snape ihn hasst und dass Dumbledore ihm den Tarnumhang gegeben hat.
Andere Szenen wurden grundlegend geändert. Beispielsweise müssen Harry, Hermine und Neville mitsamt Malfoy in der Buchfassung Strafdienst verrichten, weil sie vom Hausmeister Filch bzw. Professor McGonagall erwischt werden, als sie nachts durch Hogwarts schleichen. In der Filmversion sind es Harry, Hermine und Ron, die mit Malfoy die Strafe verrichten müssen, weil Malfoy verpetzt, dass sie sich nachts zu Hagrids Hütte geschlichen hatten. Außerdem helfen die Freunde im Buch Hagrid, den Drachen Norbert zu Rons Bruder zu schaffen, indem sie ihn nachts auf den Astronomieturm bringen, wo er abgeholt wird (hierbei werden sie von Filch erwischt). Stattdessen erwähnt Hagrid im Film, der Drache sei von Dumbledore nach Rumänien geschickt worden. Im Buch bekommt Harry im Krankenbett nach seiner Konfrontation mit Voldemort von Hagrid ein Album mit Fotos von seinen Eltern geschenkt. Der Film verlegt diese Szene ans Ende der Geschichte, zum Abschied auf dem Bahnhof. Das Fotoalbum kann so auch gleich die Brücke zum zweiten Film bilden, wo Harry es auf seinem Zimmer eingehend betrachtet.
Schließlich wurde eine Reihe kleinerer Details modifiziert: Die Schlange im Zoo ist im Buch eine Boa constrictor aus Brasilien, im Film ein Python aus Myanmar. Während Dudley und Petunia Dursley im Buch als blond beschrieben werden, sind sie im Film brünett. Auch die Haarfarbe des Zentaurs Firenze wurde von hellblond zu dunkel verändert. Der Film verlagert das Quidditch-Spielfeld von einem klassischen Stadion auf eine offene Fläche, die von Türmen umgeben ist.

#### Auswirkungen der Unterschiede
Auf der inhaltlichen Ebene lösen die einzelnen Abweichungen von der Vorlage unterschiedliche Umdeutungen aus. Zwei wesentliche Punkte lassen sich identifizieren als die Verkürzung und Vereinfachung des Erzählten zum einen, zum anderen die schwächere Gewichtung der düsteren Handlungsteile und damit eine Verschiebung des Gesamteindrucks hin zum Freundlichen und Harmlosen.
Der erste Punkt trägt in erster Linie einer Notwendigkeit des Medienwechsels Rechnung, indem er für Raffung und Zeitersparnis sorgt. Kürzungen wurden schon bei der Abfassung des Drehbuchs vorgenommen. Zum Beispiel schlug Kloves Rowling vor, zu ändern, wie der Drache verschwindet. Die Autorin gab an, beim Schreiben der Buchfassung dieser Szene selbst Schwierigkeiten gehabt zu haben, sodass diese Änderung für sie am leichtesten zu akzeptieren war. Dagegen wurden die Auftritte von Peeves und Snapes Rätsel erst im Schnitt entfernt, weil der Film ansonsten zu lang geworden wäre. Die verknappte Darstellung des Films lässt wenig Raum, Entwicklungen der späteren Teile der Harry-Potter-Reihe vorzubereiten. Zum Beispiel erfährt man aufgrund der Verlagerung des ersten Treffens von Harry und Malfoy wenig über Rons Hausratte, der im weiteren Verlauf eine größere Bedeutung zukommt.
Der zweite Punkt, die unbekümmertere Grundstimmung, wird teilweise durch weitere Auslassungen erreicht, teilweise, indem den negativen Handlungsphasen ein geringerer Anteil am Gesamtwerk eingeräumt wird. So zeigt der Film verschiedene Szenen nicht, in denen sich Harry und seine Freunde aggressiv verhalten und Regeln brechen: Im Buch ist Harry entschlossen, ein Zauberduell mit Draco Malfoy auszutragen, was die Feindseligkeit offenbart, die er für seinen Gegenspieler empfindet; um zu dem Duell zu gelangen, schleichen die Freunde nachts unter Missachtung ausdrücklicher Verbote und Warnungen durch Hogwarts. Während des zweiten Quidditch-Spiels, das im Film gar nicht auftaucht, kommt es zu einer Prügelei zwischen Ron und Malfoy, der sich auch Neville, Crabbe und Goyle anschließen. Auch die Rettungsaktion für den Drachen Norbert, die im Buch ein ganzes Kapitel einnimmt, zeigt, dass die Freunde bereit sind, aus Solidarität zu Hagrid Regelbruch und Gefahren hinzunehmen. Mit dem Aussparen dieser Handlungselemente werden die kämpferischen und eigenwilligen Seiten der Figur unterschlagen, und der Film-Harry wirkt braver und weniger emotional als sein vergleichsweise freches und draufgängerisches Roman-Pendant. Darüber hinaus nimmt beispielsweise die Handlungsphase, in der die steigende Bedrohung Harrys durch Voldemort vermittelt wird, anteilig weniger Raum am Gesamtwerk ein, nämlich rund 9 Prozent der Filmminuten gegenüber rund 15 Prozent der Buchseiten. Im Gegenzug werden die actionreichen und positiv besetzten Handlungsteile quantitativ aufgewertet.

### Filmspezifische Gestaltungsmittel

#### Musik
Zur musikalischen Untermalung des Films schuf Komponist John Williams verschiedene eingängige Themen, die er vor allem als Leitmotive einsetzt. Ihre spätromantische Prägung und ihr großorchestraler Aufbau entsprechen früheren Werken des Musikers und sind insbesondere mit seinen Arbeiten für die Filme Hook und Star Wars: Episode I vergleichbar.
Das Hauptthema des Films ist der Welt der Zauberer gewidmet, symbolisiert durch die Eule Hedwig. Es ist jedoch nicht gleichzusetzen mit der Suite Hedwig’s Theme, an deren Anfang es zu hören ist und mit der es gelegentlich verwechselt wird. Das Walzer-basierte Thema wird gleich zu Beginn des Prologs eingeführt und taucht als Kennzeichen des Magischen, oft von einer Celesta gespielt, im Laufe der Handlung immer wieder auf, wenn es Zauberhaftes und Verwunderliches hervorzuheben gilt. In dieser Funktion dominiert es die Szenen bis zur Ankunft in Hogwarts, findet aber auch in späteren Szenen Verwendung, beispielsweise beim Anblick der sich bewegenden Treppen oder während des Quidditch-Spiels. Ein zweites Thema, ein Marsch, steht für das Schloss Hogwarts. Es ähnelt dem Zauberwelt-Thema stark in der Progression und kann als dessen Fortentwicklung begriffen werden. Beide enden in einer kleinen Terz, die eine mysteriöse Stimmung vermittelt. Seinen prominentesten Auftritt hat es beim ersten Anblick des Schlosses. Mit einem eigenen Thema wird das Handlungselement Fliegen hervorgehoben: Nach einem treibenden ersten Teil mit Blechbläsern, Bässen und Glockenspielen, spielen Streicher einen ruhigen, ansteigenden Notenlauf. In erster Linie wird dieses Thema mit Quidditch in Verbindung gebracht, es ist beispielsweise aber auch recht markant während der Einführung der Schüler in den Besenflug zu hören.
Für die Hauptperson Harry Potter und für dessen Nemesis Lord Voldemort schrieb Williams zwei Charakterthemen. Das kräftige Thema für Harry entfaltet sich optimistisch und gipfelt in heroischen Fanfaren. Es illustriert Harry selbst, seine wachsende Freundschaft zu Ron und Hermine und die Verbindung, die er zu seinen verstorbenen Eltern empfindet. Das Thema für Voldemort ist eine düstere Variation des Zauberwelt-Themas. Mithilfe eines Tritonus verschafft es dem schwarzen Magier eine besonders bedrohliche Wirkung. Darüber hinaus zerfällt es in zwei Teile – der erste aus drei, der zweite aus vier Noten –, die einzeln als Kontrapunkt eingesetzt werden, wenn Mysteriöses passiert.
Die Leitmotive, die zunächst Handlungsbestandteile untermalen oder auf Personen hindeuten, erlangen eine zusätzliche Bedeutung, indem sie das Geschehen subtil kommentieren. Deutlich wird dies am Einsatz des Voldemort-Motivs, das beispielsweise ertönt, während Harrys anderer Feind, Draco Malfoy, vom Sprechenden Hut beurteilt wird. Auch in der Zoo-Szene, in der Harry entdeckt, dass er mit Schlangen kommunizieren kann, taucht es auf und weist musikalisch auf die Verbindung Harrys zu Voldemort hin. Als es im Kampf zwischen Gut und Böse zum entscheidenden Moment des Films kommt, der Auseinandersetzung zwischen Harry und Voldemort, werden die beiden Leitmotive kombiniert und so gegeneinander gestellt, dass die musikalische Ebene die Dramatik des Kampfes widerspiegelt.
Daneben gibt es Passagen der Filmmusik, die nicht der leitmotivischen Begleitung dienen. Dazu gehören Klangteppiche, die die Stimmung der jeweiligen Szene auch auf der Tonebene abbilden und so verstärken, etwa heiteres Flötenspiel in der Winkelgasse oder bedrückende Spannungsmusik im Verbotenen Wald. An anderer Stelle hilft die musikalische Untermalung, Inhalte zu betonen, etwa, indem sie wichtige Stellen mit Akzenten versieht oder Hintergrundmusik unvermittelt abbricht, bevor entscheidende Worte gesagt werden.

#### Kamera und Schnitt
Kameraführung und Schnitt werden nur zurückhaltend als Gestaltungsmittel eingesetzt. Der Film ist geprägt durch weite Kameraeinstellungen und Aufsichten, die den Blick auf viele Details zulassen, sowie durch wenige Schnitte.
Häufig werden stark perspektivische Aufnahmewinkel verwendet, um die Bedeutung einer Person zu vermitteln. So wird in Gesprächen der Dominantere stets von unten, sein Gegenüber im Schuss-Gegenschuss-Verfahren von oben gezeigt. Ein Beispiel hierfür sind die Begegnungen Harrys mit dem strengen und furchteinflößenden Lehrer Snape. Im Falle Hagrids illustriert der Perspektivenwechsel außerdem die enorme Größe des Hünen.
Der Film kommt mit verhältnismäßig wenigen Schnitten aus. Teilweise werden Schnitte durch Kamerafahrten umgangen. Zur Spannungssteuerung wird die Schnittgeschwindigkeit kaum – wie sonst üblich – erhöht. Selbst im actionreichsten Teil des Films, während des Quidditch-Spiels, bleibt die durchschnittliche Länge einer Einstellung mit rund 2,3 Sekunden weit oberhalb dessen, was in Actionszenen von Spielfilmen gängig ist. Kompensiert wird dies auf der Tonebene: Neben treibender Spannungsmusik wird das Spiel von verschiedenen Geräuscheffekten begleitet, die die Bewegungen durch die Luft mit pfeifenden oder sausenden Lauten akustisch wiedergeben. Als Motiv für die geringe Schnitt-Frequenz kann die Ausrichtung auf ein junges Zielpublikum angenommen werden, denn für Kinder sind allzu schnelle Schnittfolgen nicht geeignet.
An wenigen Stellen geht der Einsatz der Kamera über das hinaus, was im Buch bereits angelegt war. Beispielhaft kann hierfür eine Szene stehen, nachdem Harry von Dumbledore den väterlichen Ratschlag erhalten hat, nicht zu sehr dem Traum nachzuhängen, seine toten Eltern wiederzusehen: Harry geht mit seiner Eule Hedwig auf dem Arm in einen schneebedeckten Innenhof von Hogwarts und schaut ihr nach, wie sie zu einem langsamen Flug abhebt. Die Kamera folgt dem Vogel, bis er im Weiß der Wolken verschwindet. Als er wieder auftaucht, zeigt das satte Grün der Landschaft an, dass Frühling geworden ist. Indem die Kamera den symbolischen Flug der Eule begleitet, kann sie nicht nur eine Zeitraffung rein optisch vermitteln. Kloves fügte die Szene ins Drehbuch ein, um den Zuschauer zu bewegen. Gleichzeitig erzeugen die Bilder von poetischer cineastischer Stärke einen Moment der Ruhe, in dem Dumbledores Worte nachwirken können, bevor die Handlung weitergeht.

## Veröffentlichung
In der Vorweihnachtszeit 2000 wurden erste Filmplakate aufgehängt. Der erste englischsprachige Trailer wurde am 1. März 2001 per Satellitenfernsehen veröffentlicht. Am Tag darauf war er erstmals in den Kinos vor dem Film Spot zu sehen. Parallel dazu wurde eine internetbasierte Guerilla-Marketing-Kampagne mit dem Trailer gestartet.
Die Welturaufführung des Films fand am 4. November 2001 in einem als Hogwarts umgestalteten Kino am Londoner Leicester Square vor geladenen Gästen statt. Am 16. November lief der Film in den regulären Kinos in Großbritannien und den USA an, sechs Tage später – mit einer Mitternachtspremiere – auch in Deutschland.
In den USA wurde der Film unter dem abweichenden Titel Harry Potter and the Sorcerer’s Stone veröffentlicht, unter dem dort auch der Roman erschienen war. Der Verlag Scholastic hatte den Titel des Buches geändert, um Assoziationen zur Philosophie durch die Vokabel “Philosopher” (deutsch: „Philosoph“) zu vermeiden. Stattdessen sollte mit “Sorcerer” (deutsch: „Zauberer“) deutlich auf das Thema Magie hingewiesen werden. Die Entscheidung wurde kritisiert, weil mit dem “Philosopher’s Stone” (deutsch: „Stein der Weisen“) der Bezug zur Alchemie verloren ging (siehe Auflagen und Ausgaben von Harry Potter und der Stein der Weisen).
Insgesamt wurde der Film in 43 Sprachen übersetzt und spielte auf mehr als 10.000 Kinoleinwänden.
Für den Heimkinomarkt veröffentlichte Warner Bros. den Film am 11. Mai 2002 in der DVD-Region 2 (unter anderem West- und Mitteleuropa) und am 28. Mai 2002 in der Region 1 (USA und Kanada) zunächst auf DVD und VHS. Später wurde der Film auch auf HD DVD und Blu-ray Disc vertrieben. Im Free-TV war der Film in den USA am 9. Mai 2004 auf dem Sender ABC sowie in der Schweiz am 3. September 2005 bei SF 1 zu sehen. In Deutschland lief die Free-TV-Premiere am 2. Oktober 2005 bei RTL. Diese verfolgten insgesamt 9,94 Millionen Zuschauer bei 31,3 Prozent Marktanteil, in der werberelevanten Zielgruppe waren es 6,36 Millionen Zuschauer bei 46,0 Prozent Marktanteil.

## Nachwirkungen

### Kontroversen um Altersfreigaben
In Deutschland und in Österreich wurde der Film jeweils ab sechs Jahren freigegeben. In Großbritannien und in den USA erhielt er jeweils die Altersfreigabe PG, die empfiehlt, Kinder sollten den Film in Begleitung ihrer Eltern sehen. Höhere Altersgrenzen setzten beispielsweise Dänemark und Schweden fest, wo der Kinobesuch erst ab dem Alter von elf Jahren gestattet wurde.
In Deutschland löste die Freigabe eine öffentliche Kontroverse aus, in der sich unter anderem Politiker, Kirchenvertreter, Eltern und Angehörige der Presse zu Wort meldeten. Als strittigsten Aspekt der Debatte identifizierte die Freiwillige Selbstkontrolle der Filmwirtschaft (FSK), die für die Altersfreigaben in Deutschland zuständig ist, die Frage, „inwieweit die inhaltliche Ausrichtung des Zauberns bzw. der schwarzen Magie Kinder ab 6 Jahren ängstigen und desorientieren könne.“ Der Bundestagsabgeordnete Benno Zierer (CSU) warnte vor der Wirkung des Films auf kleine Kinder: „Für Sechsjährige ist so viel Okkultismus gefährlich. Sie sind religiös nicht gefestigt und glauben alles, was sie sehen.“ Er schlug vor, „den Film in Deutschland nicht zu zeigen, bis wir wissen, welche Auswirkungen er in anderen Ländern hat,“ und forderte den Kulturstaatsminister auf einzuschreiten. Die Abgeordnete Ingrid Fischbach (CDU) versuchte, eine Entscheidung durch die Kinderkommission des Deutschen Bundestages zu erwirken. Beide Gremien sahen jedoch keinen Handlungsbedarf. Auch nach der Einschätzung von Vertretern der evangelischen und der katholischen Kirche in Deutschland war der Film für Kinder geeignet. Eine okkulte Bedrohung schlossen sie aus. Eltern, die sich in Briefen an die FSK wandten, zeigten gemischte Reaktionen. Während die einen größte Bedenken für Kinder unter zwölf Jahren anmeldeten, kündigten andere an, den Film auch mit ihrem vierjährigen Kind anzusehen. Wegen des hohen Tempos und einzelner gruseliger Szenen empfahlen verschiedene Zeitungsrezensenten dagegen, Kindern erst ab einem Alter von acht oder neun Jahren den Kinobesuch zu erlauben. Der katholische film-dienst hält den Film für geeignet für Kinder ab zehn Jahren.
Bereits nach der Veröffentlichung der Romane war vor allem in den USA ein Disput um die Gefährdung von Kindern durch die Harry-Potter-Geschichten ausgebrochen. Vertreter christlicher Kirchen hatten vor einer „Verleitung zum Okkultismus“ und der „Verherrlichung des Satanismus“ gewarnt und erreicht, dass die Romane aus verschiedenen Bibliotheken entfernt wurden. Vielerorts wurden ähnliche Kontroversen geführt, beispielsweise in Australien, Großbritannien, Italien und Österreich.

### Finanzieller Erfolg
Die Produktionskosten des Films werden auf 125 Millionen US-Dollar geschätzt, andere Quellen beziffern sie mit 130 oder 140 Millionen US-Dollar. Weitere 40 bis 50 Millionen US-Dollar sollen ausgegeben worden sein, um den Film zu bewerben.
Der Kinostart von Harry Potter und der Stein der Weisen war äußerst erfolgreich. Der Film stellte weltweit etliche Rekorde an den Kinokassen auf. Am ersten Wochenende waren Einspielergebnisse von 90,3 Millionen US-Dollar in den USA und Kanada, und 16,3 Millionen £ in Großbritannien ebenso unerreichte Spitzenwerte wie Besucherzahlen von über 2.590.000 in Deutschland, mehr als 220.000 in Österreich und rund 136.000 in der deutschsprachigen Schweiz. Der Startrekord in Deutschland wurde bislang nicht gebrochen (Stand: Januar 2014). Für über 10 Millionen verkaufte Kinokarten in Deutschland in 100 Tagen wurde der Film außerdem mit dem Bogey in Titan geehrt, für über 12 Millionen Zuschauer bekam er die Goldene Leinwand mit drei Sternen.
Insgesamt sahen den Film mehr als 58,5 Millionen Menschen in den USA im Kino, über 17,5 Millionen in Großbritannien, über 12,5 Millionen in Deutschland und jeweils rund 1 Million in Österreich und der Schweiz. Er spielte in den USA und Kanada über 317 Millionen US-Dollar, in Großbritannien über 66 Mio. £ und weltweit mehr als 974 Millionen US-Dollar ein. Größter Markt nach Nordamerika war Japan mit umgerechnet rund 153 Millionen US-Dollar.
Damit war er weltweit die erfolgreichste Kinoproduktion des Jahres 2001. In deutschen Kinos war er der meistgesehene Film des Jahrzehnts und steht aktuell an Platz 7 der meistgesehenen Filmen nach Zuschauerzahlen (Stand: März 2024).
Er belegt Platz 53 (Stand: 19. April 2025) in der Liste der erfolgreichsten Filme aller Zeiten.
Die Einnahmen aus dem DVD-Vertrieb und dem Verkauf der Fernsehrechte werden auf jeweils 600 Millionen US-Dollar geschätzt. Der Verkauf von Merchandising-Lizenzen brachte rund 150 Millionen US-Dollar von Coca-Cola ein, weitere 50 Millionen US-Dollar vom Spielwarenhersteller Mattel. Zu den vielen anderen Lizenznehmern zählen Lego und Hasbro; in der Summe übersteigen die Einnahmen aus dem Lizenzverkauf 300 Millionen US-Dollar.

### Kritiken
Von der internationalen Kritik wurde der Film unterschiedlich aufgenommen. Während ihn die britische Presse vornehmlich lobte, waren die Stimmen in den USA und in Deutschland verhaltener. Die Spannweite der einzelnen Bewertungen reicht von “a classic” (deutsch: „ein Klassiker“), so Roger Ebert für die Chicago Sun-Times, der den Film in einer Reihe mit Der Zauberer von Oz, Charlie und die Schokoladenfabrik, Star Wars und E.T. – Der Außerirdische sah, bis hin zum Urteil von Elvis Mitchell, der für die New York Times schrieb, der Film sei “dreary” (deutsch: „eintönig“) und gekennzeichnet von einem “lack of imagination” (deutsch: „Mangel an Einbildungskraft“). Die Website Rotten Tomatoes, die einen Index aus gesammelten englischsprachigen Kritiken zusammenstellt, errechnete eine zu 80 Prozent positive Bewertung. Bei der nach einem ähnlichen Prinzip funktionierenden Website Metacritic erreichte der Film 64 von 100 möglichen Punkten. In beiden Fällen lag die Publikumswertung geringfügig höher. Weitgehend ähnlich fallen die Nutzerwertungen in der Internet Movie Database und der Online-Filmdatenbank aus: Hier erreicht der Film im Schnitt 7,5 beziehungsweise 7,2 von 10 möglichen Punkten.
 Harry Potter als Literaturverfilmung 
Einhellig betonten die Kritiker die Nähe zu Rowlings Roman. Dank seiner „Buchstabentreue“ sei Columbus eine „makellose Literaturadaption gelungen“, die „Film und Buch perfekt zur Deckung gebracht“ hat. Das hohe Maß an Werktreue wurde allerdings äußerst unterschiedlich bewertet: Im Daily Telegraph und in der New York Post wurde die Umsetzung als Erfolg beschrieben, und ein Kritiker von Empire meinte, “fans probably couldn’t hope for a better adaptation” (deutsch: „Fans können sich wahrscheinlich keine bessere Adaption erhoffen“).
Im Gegensatz dazu war es für Konrad Heidkamp von der Zeit der „entscheidend[e] Fehler“ des Films, dass er sich kaum von seiner Vorlage entfernt. Ohne Raum für eigene kreative Entfaltung sei „ein Abziehbild des Romans entstanden.“ So bedauerte auch die tageszeitung, dass der Film trotz seiner Überlänge „nur stichpunktartig erzählt, was [im Roman] passiert.“ Harald Martenstein schrieb für den Tagesspiegel:

„So paradox es klingt – gerade durch sein Bemühen, dem Buch möglichst nahe zu sein, entfernt sich der Film von seinem Vorbild. Was auf der Strecke bleibt, sind die retardierenden Momente, der raffinierte Wechsel von Tempo und Stillstand in Rawlings [sic] Prosa. Der erzählerische Faden geht in dieser grandiosen Nummernrevue irgendwann verloren, und wer das Buch nicht kennt, dürfte sich schwer damit tun, die Geschichte zu verstehen. Der Film gibt ständig Vollgas, damit er sein Pensum schafft.“

Und in der Berliner Zeitung ergänzte Anke Westphal:

„Tatsächlich hielt sich der ‚Potter‘-Regisseur Chris Columbus sklavisch an die äußerlichen Vorgaben der Autorin Joanne K. Rowling. […] Columbus bebildert die Buchvorlage gewissenhaft, was zu einer auch für Erwachsene nicht unerheblichen Laufzeit von zweieinhalb Stunden führt. Doch es bleibt bei der fleißigen Oberflächenarbeit, beim Abhaken der Buchkapitel. ‚Harry Potter und der Stein der Weisen‘ ist kein Film über die Idee der ‚Potter‘-Romane geworden.“

Dagegen gestand Hanns-Georg Rodek in seiner Kritik für die Welt zu, dass ein in sich stimmiges Werk entstanden sei:

„Columbus’ Buchstabentreue – zweifellos befördert durch Rowlings omnipräsente Einmischung in jeder Herstellungsphase – geht so weit, dass er Schwächen des Buches übernimmt. Eigentlich besitzt dieser erste Band keinen rechten Erzählfluss, die Hogwarts-Jahreszeiten und -Abenteuer werden einfach aneinander gereiht – und Columbus bringt diesen fehlenden Rhythmus auch nicht zuwege. Aber, und das ist wichtiger als der Rhythmus zwischen Szenen, Columbus findet ein Gleichgewicht in den Szenen, einen Einklang von Stimmung, Tricks und Charakterisierung der Figuren.“

Im Anschluss rügt Rodek allerdings, dass der Film nicht ohne das Buch für sich selbst stehen könne und „geradezu selbstverständlich vorausgesetzt [wird], dass vor dem Kinobesuch die Lektüre stand.“ Dagegen fand Westphal legitim, dass sich die Verfilmung „vollständig im Dienst eines kindlichen Zuschauers“ gestellt habe, dem der Kinobesuch zum „Abgleich [der] Leseerfahrung“ diene. Zusammenfassend stellte Der Spiegel fest, der Film „stolpert […] immer mal wieder über den Anspruch, mehr dem Roman als sich selbst Genüge zu tun.“
Etliche Male wurde bedauert, dass nur wenig von der Atmosphäre und Gefühlswelt des Romans in seine Filmversion gelangt sei. Zum Beispiel hebt die Besprechung von USA Today hervor, dass gerade Rowlings Art, Emotionen darzustellen, den Charme des Buches ausgemacht habe, und fährt dann fort: “But not enough of that emotional range ends up on the screen.” (deutsch: „Aber von dieser Spannweite an Gefühlen kommt wenig auf der Leinwand an.“) Spiegel Online sieht einen Grund erneut darin, dass der Film zu viele Details des Buches wiedergibt: „Für die Entfaltung eines Charakters bleibt im Film keine Zeit.“
 Schauspielerische Leistung 

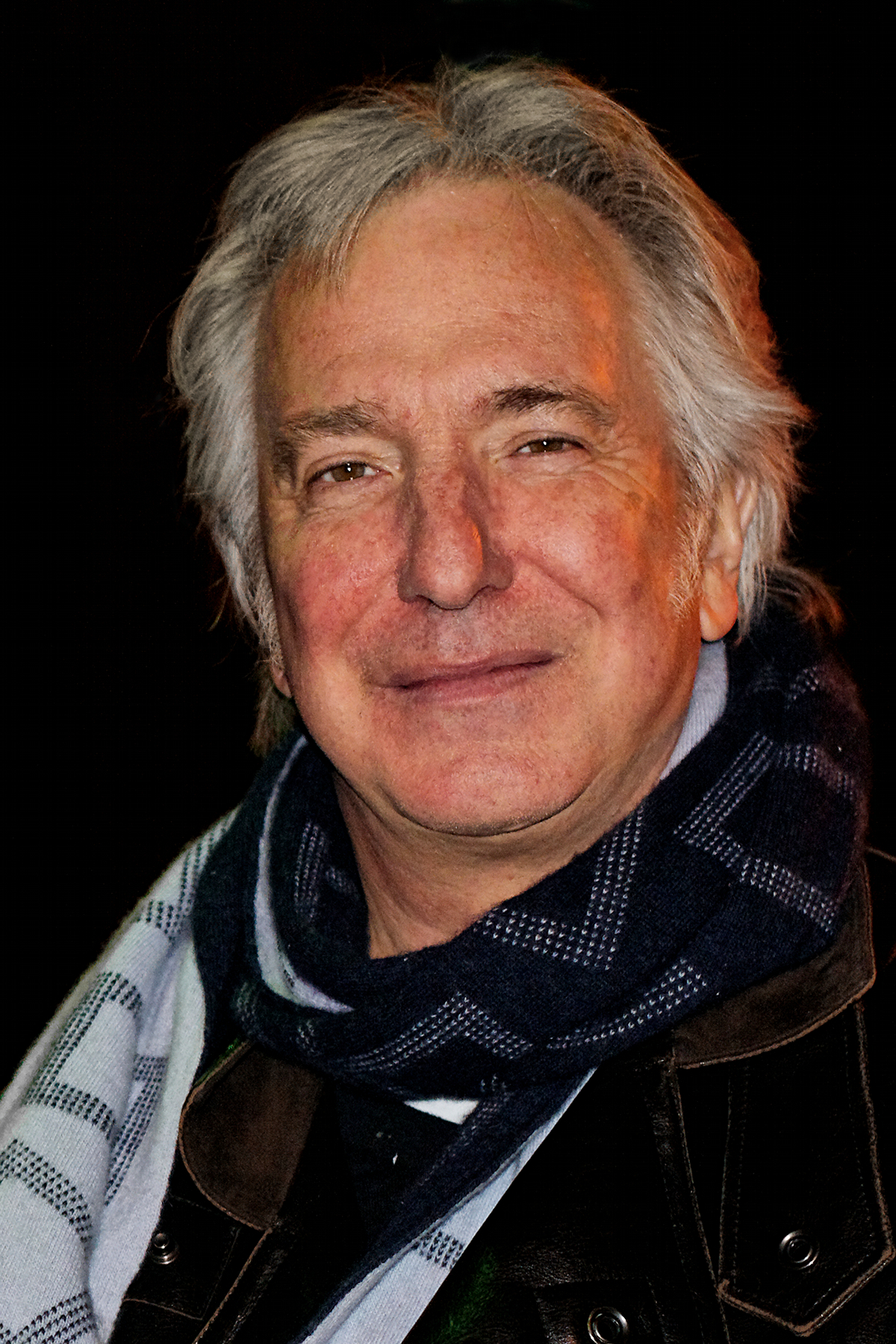
Alan Rickmans Darstellung des Lehrers Snape stand hoch in der Gunst der Kritiker

Der Hauptdarsteller Daniel Radcliffe konnte nur wenige Kritiker von sich überzeugen. Während der Daily Telegraph die Darstellung des Titelhelden als “wonderful” (deutsch: „wunderbar“) bezeichnete, wurde sie oft als „flach“ oder „glatt“ bemängelt, das New York Magazine bescheinigte Radcliffe sogar eine “dull, pinched presence” (deutsch: „ausdruckslose, unzulängliche Präsenz“). Viele Rezensionen identifizierten ihn als Schwachstelle des Ensembles; so schrieb etwa Katrin Hoffmann für den epd Film:

„Daniel Radcliffe als Harry ist denn auch das schwächste Glied in der sonst so hochkarätigen Besetzungsliste. Er spielt einen eher zurückhaltenden, zögernden Harry, dem man zwar sofort glaubt, dass er immer misshandelt wurde in seinen ersten elf Lebensjahren, der aber nicht den Mut und die Gewitztheit ausdrücken kann, die Harry im Buch vor allem charakterisieren.“

Indessen sah die Zeit-Rezension Heidkamps in Radcliffes zurückhaltender Spielweise einen Vorteil:

„Zugestanden, Daniel Radcliffe als Harry Potter bleibt […] blass, doch was man im ersten Moment leicht enttäuscht registriert, wird im Nachhinein eine Bedingung des Films. Wie unerträglich, würde er ‚spielen‘, nur einen Anflug von Frechheit oder Selbstgefälligkeit zeigen. […] Wäre Harry sich seiner (film-)historischen Bedeutung sicher, man dürfte ihn zum Kotzen finden.“

Das Magazin Time nannte die drei Jungstars Radcliffe, Rupert Grint und Emma Watson “competent but charisma-free” (deutsch: „kompetent, aber frei von Charisma“). Anders urteilten beispielsweise Variety, die Watson “adorably effusive” (deutsch: „bewundernswert überschwänglich“) fand, oder das New York Magazine, das Grint im Gegensatz zu Radcliffe für “marvelously expressive” (deutsch: „fabelhaft ausdrucksstark“) hielt. Nach Auffassung der New York Post stahl Grint dem Hauptdarsteller Radcliffe sogar die Show. Derweil war für die New York Times Tom Felton als Harrys Gegenspieler Draco Malfoy der „Showstopper“ des Films.
Die schauspielerische Leistung des erwachsenen Ensembles wurde fast ausnahmslos gelobt. Häufig wurde Robbie Coltranes Darstellung des Hünen Hagrid hervorgehoben, bei dem sich Welt-Autor Rodek „nicht wunderte, würde die Rowling irgendwann gestehen, dass sie die Figur dem Schauspieler nachempfunden habe.“ Für andere war Alan Rickman als Professor Snape besonders erwähnenswert; so schrieb beispielsweise CNN: “Coltrane stands out […], but Rickman steals the show.” (deutsch: „Coltrane sticht hervor, aber Rickman stellt alle in den Schatten.“)
 Produktionsdesign und Effekte 
Das Zusammenspiel von Produktionsdesign und Effekten erhielt in der Presse viel Anerkennung. So schrieb die Berliner Zeitung: „Die Szenenbilder sind prachtvoll, die Filmbauten und Kostüme wundervoll, die Tricks charmant – besonders Details wie der ‚Sprechende Hut‘ […] findet man liebevoll ausgeführt.“ Einige Kritiken führten das actionreiche Quidditch-Spiel als Beispiel für „beeindruckend[e]“ Computerarbeiten an. Dagegen war es für Variety die einzige Szene mit übertriebenen CGI-Effekten, “as the camera moves are far too precise and measured and the backgrounds look too clean.” (deutsch: „da sich die Kamera viel zu präzise und gleichmäßig bewegt und die Hintergründe zu sauber aussehen.“) Für die New York Times waren die Effekte “mortifyingly ordinary” (deutsch: „peinlich gewöhnlich“).
 Musik 
Deutliche Ablehnung drückten die Kritiker für die Filmmusik von John Williams aus: Der laut Slant “mind-numbing, non-stop” (deutsch: „todlangweilige, nie enden wollende“) Soundtrack war für den Hollywood Reporter nicht mehr als “a great clanging, banging music box that simply will not shut up” (deutsch: „eine große, klimpernde, dröhnende Spieldose, die einfach nicht still sein will“). USA Today schrieb: “[The] overly insistent score lacks subtlety and bludgeons us with crescendos.” (deutsch: „[Der] übermäßig beharrlichen Musik fehlt Feingefühl, und sie knüppelt uns mit Crescendos.“) Variety fasste zusammen: “Half as much music would have been more than enough, at half the volume.” (deutsch: „Halb so viel Musik wäre mehr als genug gewesen, bei halber Lautstärke.“)

### Auszeichnungen
| Auszeichnung                             | Kategorie und Preisträger                                                                                  |
| ---------------------------------------- | --- |
| Artios 2002                              | Best Casting for Feature Film, Comedy für Jane Jenkins und Janet Hirshenson                                |
| BMI Award 2002                           | BMI Film Music Award für John Williams                                                                     |
| Critics Choice Award 2002                | Best Family Film (Live Action)                                                                             |
| CDG Award 2002                           | Excellence in Fantasy Costume Design für Judianna Makovsky                                                 |
| Empire Awards 2006                       | Outstanding Contribution to British Cinema (für die Harry-Potter-Filme 1–4)                                |
| Evening Standard British Film Award 2002 | Technical Achievement Award für Stuart Craig                                                               |
| Sierra Award 2002                        | Best Family Film                                                                                           |
| Saturn Award 2002                        | Best Costumes für Judianna Makovsky                                                                        |
| Satellite Award 2002                     | Outstanding New Talent Special Achievement Award für Rupert Grint                                          |
| Young Artist Award 2002                  | Best Performance in a Feature Film – Leading Young Actress für Emma Watson; geteilt mit Scarlett Johansson |
| Young Artist Award 2002                  | Most Promising Young Newcomer für Rupert Grint                                                             |

 Filmpreise 
Der Film war für eine Vielzahl bedeutender Filmpreise nominiert und hat einige Auszeichnungen erhalten.
Bei der Oscarverleihung 2002 war der Film in drei Kategorien vorgeschlagen: Stuart Craig und Stephenie McMillan standen für das beste Szenenbild zur Wahl, Judianna Makovsky für das beste Kostümdesign und Altmeister John Williams für die beste Filmmusik. Bei der Vergabe der Preise gingen die Nominierten in allen drei Kategorien leer aus. Ebenfalls nicht zur Auszeichnung kam es bei den Grammy Awards 2003, wo Williams’ Filmmusik als bester Soundtrack und Hedwig’s Theme als bestes Instrumentalstück vorgeschlagen waren.
Sieben Nominierungen erhielt der Film für den British Academy Film Award 2001: als bester britischer Film, Robbie Coltrane als bester Nebendarsteller, für die besten visuellen Effekte, die besten Kostüme, die beste Maske, das beste Szenenbild sowie den besten Ton. Darüber hinaus war die Romanverfilmung im Jahr darauf für den British Academy Children’s Awards, einen Preis, den die BAFTA an Angebote für Kinder vergibt, in der Kategorie Bester Spielfilm nominiert. Auch hier konnte Harry Potter keine der Nominierungen in eine Auszeichnung umsetzen.
Die Broadcast Film Critics Association prämierte Harry Potter 2001 als besten Familienfilm mit dem Critics’ Choice Movie Award; in der gleichen Kategorie zeichneten ihn die Las Vegas Film Critics Society und die Phoenix Film Critics Society aus. Als Gesamtwerk war er außerdem für einen Amanda, einen Hugo Award, einen Satellite Award und für einen Teen Choice Award nominiert, ohne eine Auszeichnung zu erhalten. Nach zwei erfolglosen Nominierungen für Empire Awards 2002 – als bester Film und für das Trio Radcliffe/Grint/Watson als beste Newcomer – wurde die damals vierteilige Harry-Potter-Filmreihe 2006 mit dem Sonderpreis Outstanding Contribution to British Cinema Award geehrt.
Von insgesamt neun Nominierungen bei den Saturn Awards 2001 konnte der Film nur die Kategorie Beste Kostüme für sich entscheiden. Kostümbildnerin Judianna Makovsky erhielt außerdem eine Auszeichnung der Costume Designers Guild. Das Szenenbild wurde mit einem Evening Standard British Film Award honoriert, die Filmmusik mit einem BMI Award. Die Casting Society of America vergab einen Artios Award für die Schauspielerauswahl. In insgesamt fünf Kategorien war der Film für Satellite Awards nominiert, doch nur Rupert Grint nahm eine Auszeichnung mit nach Hause: als bestes Neu-Talent. Er erhielt darüber hinaus einen Young Artist Award in der Kategorie Most Promising Young Newcomer; seine Kollegin Emma Watson teilte sich den Preis in der Kategorie Best Performance in a Feature Film – Leading Young Actress mit Scarlett Johansson; drei weitere Nominierungen hatten keine Auszeichnung zur Folge. Daniel Radcliffe war als bester Newcomer bei den MTV Movie Awards 2002 nominiert, konnte sich aber nicht gegen Orlando Bloom durchsetzen.
 Filmprädikate 
Die Deutsche Film- und Medienbewertung (FBW) zeichnete den Film mit dem Prädikat „wertvoll“ aus.

### Fan-Tourismus an den Drehorten

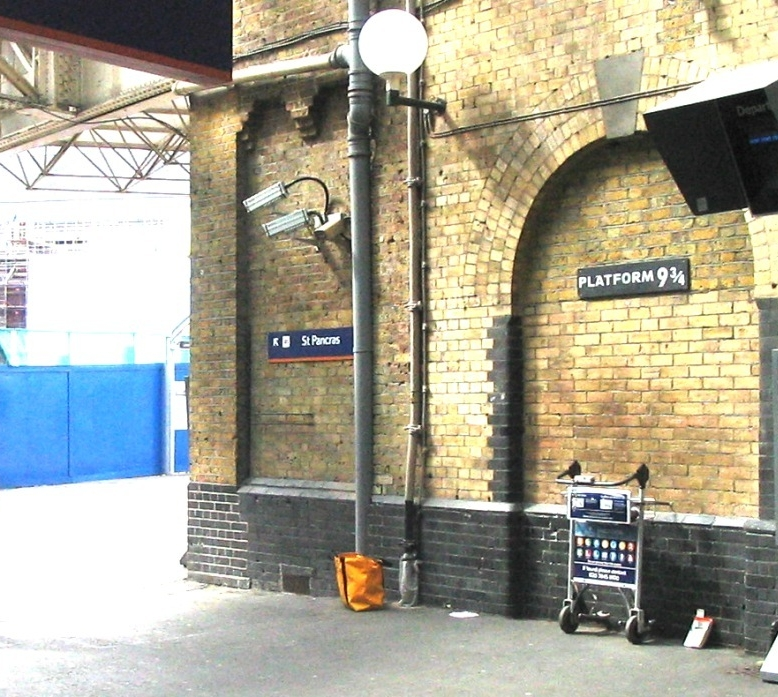
Am Londoner Bahnhof King’s Cross weisen ein Schild mit der Aufschrift und ein scheinbar in die Wand gefahrener Trolley auf die Rolle des Orts in Harry Potter hin

Schon vor Veröffentlichung des Films hatten Fans begonnen, gezielt die Drehorte zu besuchen; nach dem Kinostart verstärkte sich das Phänomen. Während die Anwohner von Picket Post Close in Martins Heron gelassen reagierten und aus Sicherheitsgründen keine Touristen ins Australia House gelassen wurden, warben andere Orte mit ihrer Rolle im Film. Der Londoner Zoo machte mit einer Hinweistafel auf seine Funktion als Filmkulisse aufmerksam und nahm Harry-Potter-Artikel ins Sortiment seines Souvenirladens auf. Am Bahnhof King’s Cross wurden Schilder installiert, die beispielsweise Zaubern oder das Parken von Besen untersagten. Ein Schild mit der Aufschrift “Platform 9 ¾” (deutsch: „Gleis 9 ¾“) wurde später ergänzt durch die Installation eines Trolleys, der scheinbar in der Wand stecken geblieben ist. Ein Transparent mit den Worten “Harry Potter Film shot here” (deutsch: „Harry-Potter-Film hier gedreht“) vor dem Haupteingang von Alnwick Castle musste auf Druck von Warner Bros. wieder entfernt werden. Zeitnah zum Kinostart gab die Tourismusbehörde Großbritanniens einen Reiseführer speziell für die Drehorte heraus, etablierte Reiseführer folgten dem Beispiel, und verschiedene Veranstalter stellten Reiseangebote speziell für Harry-Potter-Fans zusammen.

### Harry-Potter-Filmreihe
Die Verfilmung von Harry Potter und der Stein der Weisen setzte den Startpunkt zu einer achtteiligen Filmreihe. Nach dem ersten wurden auch die folgenden sechs Harry-Potter-Romane verfilmt; der letzte Band, Harry Potter und die Heiligtümer des Todes, wurde in zwei abendfüllende Filme geteilt, von denen der zweite im Juli 2011 erschienen ist. Mit einem Gesamt-Einspielergebnis von rund 7,7 Milliarden US-Dollar weltweit galten die Harry-Potter-Filme einige Jahre als erfolgreichste Filmreihe überhaupt.

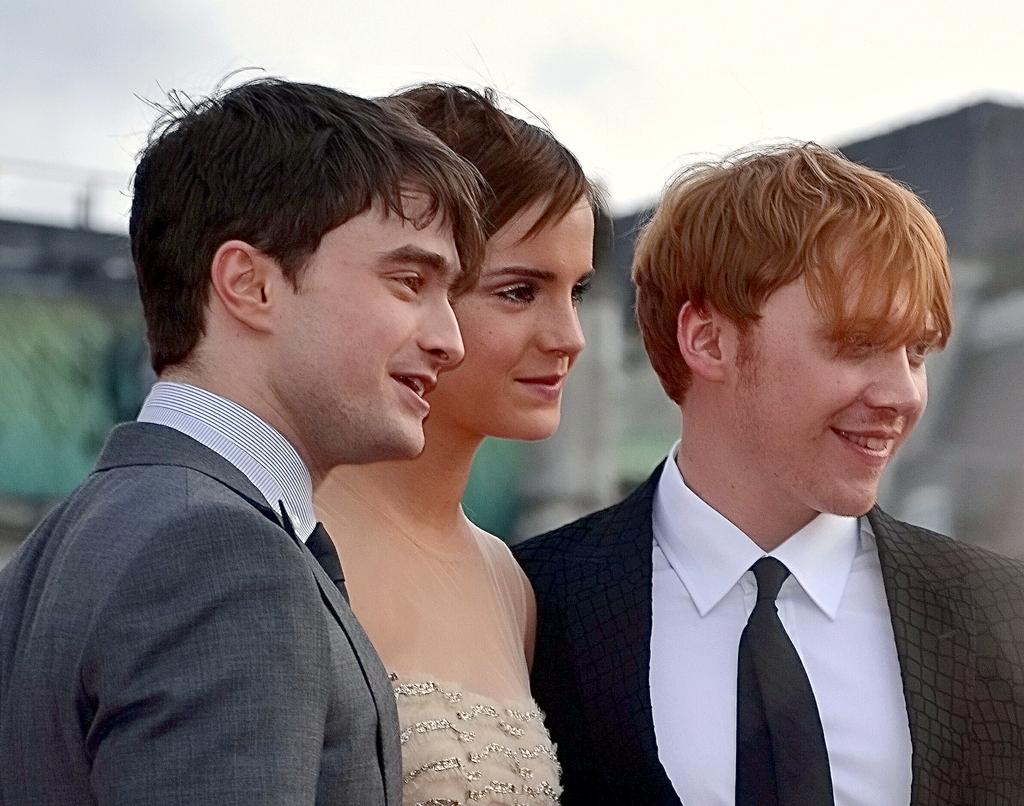
Die drei Hauptdarsteller auf der Premiere des letzten Harry-Potter-Films

Als erster Film der Reihe schuf Harry Potter und der Stein der Weisen in vielerlei Hinsicht die Grundlage für die weiteren Filme, angefangen beim Personal: Die Schlüsselfiguren des Filmstabs setzten ihre Arbeiten an der Filmreihe mehrheitlich fort. David Heyman war Produzent aller nachfolgenden Filme, beim dritten und ab dem fünften teilte er sich diese Aufgabe mit anderen. Chris Columbus führte auch beim zweiten Film Regie, am dritten war er als Produzent beteiligt. Steve Kloves schrieb die Drehbücher aller Harry-Potter-Filme mit Ausnahme des fünften.
John Williams komponierte die Filmmusik bis einschließlich zum dritten Teil der Reihe. Szenenbildner Stuart Craig und Dekorateurin Stephenie McMillan arbeiteten an allen acht Filmen. Desgleichen waren die Schauspieler fast ausnahmslos in den späteren Filmen wieder zu sehen. Einzig die Rolle des Schulleiters Dumbledore wurde nach dem Tod von Richard Harris neu besetzt, ab dem dritten Film übernahm Michael Gambon den Part. Alle anderen Haupt- und Nebenrollen wurden in allen acht Filmen jeweils von denselben Darstellern verkörpert. Die Verfilmung des ersten Bandes muss daher auch als Auftakt einiger Schauspieler-Karrieren gesehen werden. Vor allem die Jungdarsteller waren zuvor keinem größeren Publikum bekannt.
Auch in etlichen Aspekten seiner filmischen Umsetzung beeinflusste Der Stein der Weisen seine Nachfolger stark. Die Verfilmung war beispielsweise – abgesehen vom Design der Buchcover – die erste umfassende offizielle Visualisierung des Harry-Potter-Stoffes. Zum ersten Mal wurde etwa das Aussehen von Schuluniformen, fantastischen Kreaturen oder der Architektur von Hogwarts festgelegt. An viele dieser Design-Entscheidungen schlossen die Nachfolger an. Kostüme wurden eher ergänzt und modifiziert als grundlegend neu entworfen. Drehorte wie Alnwick Castle, die Bodleian Library und die Kathedrale von Gloucester fanden in den späteren Teilen erneut Verwendung, das Haus der Dursleys wurde im Studio nachgebaut. Im Laufe der Reihe wurden Details der Kostüme, das Szenenbild und das Aussehen von Fabelwesen allerdings modifiziert und – unter anderem dank des Fortschritts auf dem Gebiet der visuellen Effekte – verfeinert. In ähnlicher Weise baut die Musik der späteren Harry-Potter-Filme auf den Arbeiten von John Williams auf, dessen Hedwig-Thema zu einer Erkennungsmelodie für die Filmreihe avancierte. Dem hohen Maß an Kontinuität steht gegenüber, dass die Filmreihe von vier unterschiedlichen Regisseuren umgesetzt wurde, von denen jeder seinen Harry-Potter-Filmen eine eigene Prägung verlieh. Gelten die ersten beiden Filme, die unter Columbus’ Regie entstanden, als einander noch sehr ähnlich, wird die Inszenierung des dritten Teils von Regisseur Alfonso Cuarón als grundlegende Neuerung wahrgenommen.